# Kota Kinabalu
Kota Kinabalu —más conocida como "KK"—, anteriormente conocida como Jesselton, es la capital de Sabah, ubicada en el este de Malasia. También es la sede del gobierno del estado de Costa Oeste. La ciudad está situada en la costa noroeste de Borneo, frente al mar de la China Meridional. El Monte Kinabalu, cerca de Kota Kinabalu, dio nombre a la ciudad. Se encuentra aquí, igualmente, el parque Tunku Abdul Rahman Park, un santuario de vida silvestre. Hasta 2010, Kota Kinabalu tenía cerca de 452 058 habitantes, mientras que la zona de Penampang tenía alrededor de 176 667 personas, lo que hace que el total de la población metropolitana sea de 628 725 habitantes.
La ciudad es también un importante destino turístico y una puerta de entrada popular para los turistas que visitan Sabah y Borneo. El Parque Nacional Kinabalu está a aproximadamente 90 kilómetros (55,9 mi) de la ciudad y hay muchos lugares de interés turístico en los alrededores. Kota Kinabalu es también uno de los centros comerciales e industriales más importantes del Este de Malasia. Estos dos factores hacen que Kota Kinabalu sea una de las ciudades de más rápido crecimiento en Malasia.

## Historia

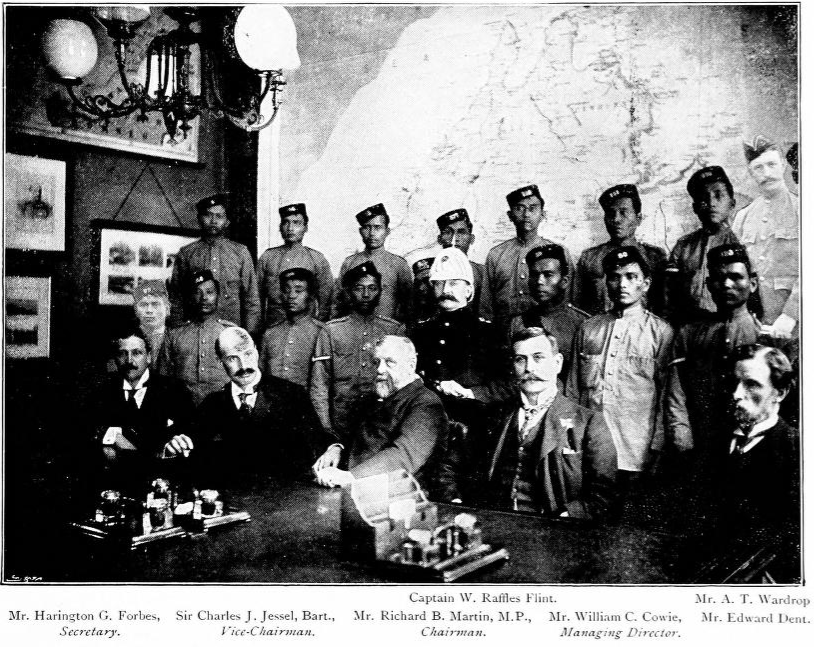
Consejo de Administración de la BNBC.

A finales del siglo XIX, la compañía British North Borneo (BNBC) empezó a establecer colonias en Borneo del Norte. Esta compañía en 1882 fundó un pequeño asentamiento en la zona conocida como Gaya Bay, zona habitada por una tribu de bajaus; así, el primer asentamiento se realizó en la Isla Gaya. Este asentamiento fue quemado y destruido en 1897 por Mat Salleh, un rebelde y luchador por la libertad de etnia bajau.

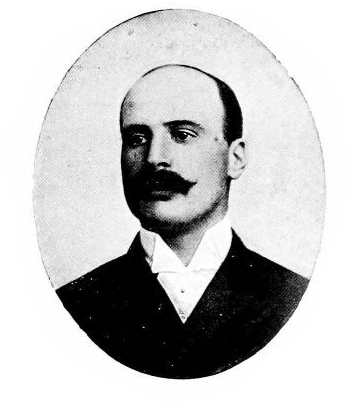
Charles Jessel, Vice Presidente de BNBC en el momento, de donde se tomó el nombre de Jesselton.

Después de la destrucción de la isla de Gaya, BNBC decidió trasladarse a los asentamientos del continente, más fáciles de defender como sustitutos Golfo Gantian (ahora Golfo de Sepanga) en el año 1898. Sin embargo, no es adecuado. En 1899, el Sr. Henry Walker, Comisionado de Tierras identificó a 30 acres con un ancho de seis de cadena larga y media milla como un sustituto para el Gantian Golfo. Un pueblo de pescadores llamado Api-Api (ver nombre original más adelante) fue elegido debido a su proximidad con el Servicio Ferroviario Borneo del Norte y es un puerto natural protegido del viento. Nuevo centro administrativo es el nombre Jesselton en línea con el nombre del Sr. Charles Jessel, quien es el Vice Presidente BNBC de la época.
Por último, Jesselton se convirtió en un importante puesto comercial del norte de Borneo, con el comercio látex, caña, miel, y la cera en pleno apogeo. Nuevo tren fue utilizado para el transporte de mercancías a Jesselton puerto. La rebelión de los malayos y Bajau en su momento no fue muy significativa, y la compañía también está trabajando duro para combatir la amenaza de la piratería que ha estado sucediendo en la región.
La ciudad ha sido horneada por el británico en la Segunda Guerra Mundial para evitar que caiga en manos de Japonés. Después de la adquisición de Borneo por Japón, fue nombrado una vez más Api. Allí ocurren varias rebeliones contra la administración del japonés. Un gran levantamiento se produce el 10 de octubre de 1943, por un grupo llamado Guerrilla Kinabalu formado por los residentes locales. Las tropas japonesas sofocaron una rebelión después que su líder, Albert Kwok, fue arrestado y ejecutado en 1944.
Al final de la guerra, la ciudad fue destruida otra vez por los bombardeos aliados durante el día y la noche durante más de seis meses, como parte de la Campaña de Borneo en 1945. Esta acción deja sólo tres edificios se mantienen en pie. La guerra en el norte de Borneo terminó con la rendición oficial de la 37 ª del ejército japonés por el teniente general Baba Masao en Labuan el 10 de septiembre de 1945
Cuando terminó la guerra, la BNBC volvió a administrar Jesselton pero fue incapaz de financiar el costo de la reconstrucción es enorme. Ellos entregar el control del norte de Borneo a la Corona Británica el 15 de julio de 1946. Nuevo gobierno colonial fue elegido para reconstruir Jesselton como una nueva norma que no sea Sandakan, que también fue destruida durante la guerra.
Durante el período 1948-1955, un Plan de Reconstrucción y Desarrollo para el Norte de Borneo fue establecido por el gobierno de británico. El gobierno británico ha aprobado un fondo de £ 6,051.939 - £ 2,232.882 para reconstruir y £ 3,819.057 para el nuevo desarrollo. Las carreteras se han construido, el puerto y el aeropuerto de limpiar reparado. También se hace hincapié Reurbanización de la ciudad y el sector agrícola. Edgardo Roy Parry, el primer Director de Educación, ha sido nombrado miembro del plan de cinco años para el desarrollo de la educación.
Al norte de Borneo junto con Sarawak, Singapur y Federación Malaya a la forma Federación de Malasia en 1963, el Estado cambió de nombre y se hizo conocido como Sabah, Jesselton permaneció como regla principal. Jesselton sido renombrado Kota Kinabalu 30 de septiembre de 1968 y recibió el estatus de ciudad desde el gobierno de Malasia, el 2 de febrero de 2000.

## Etimología

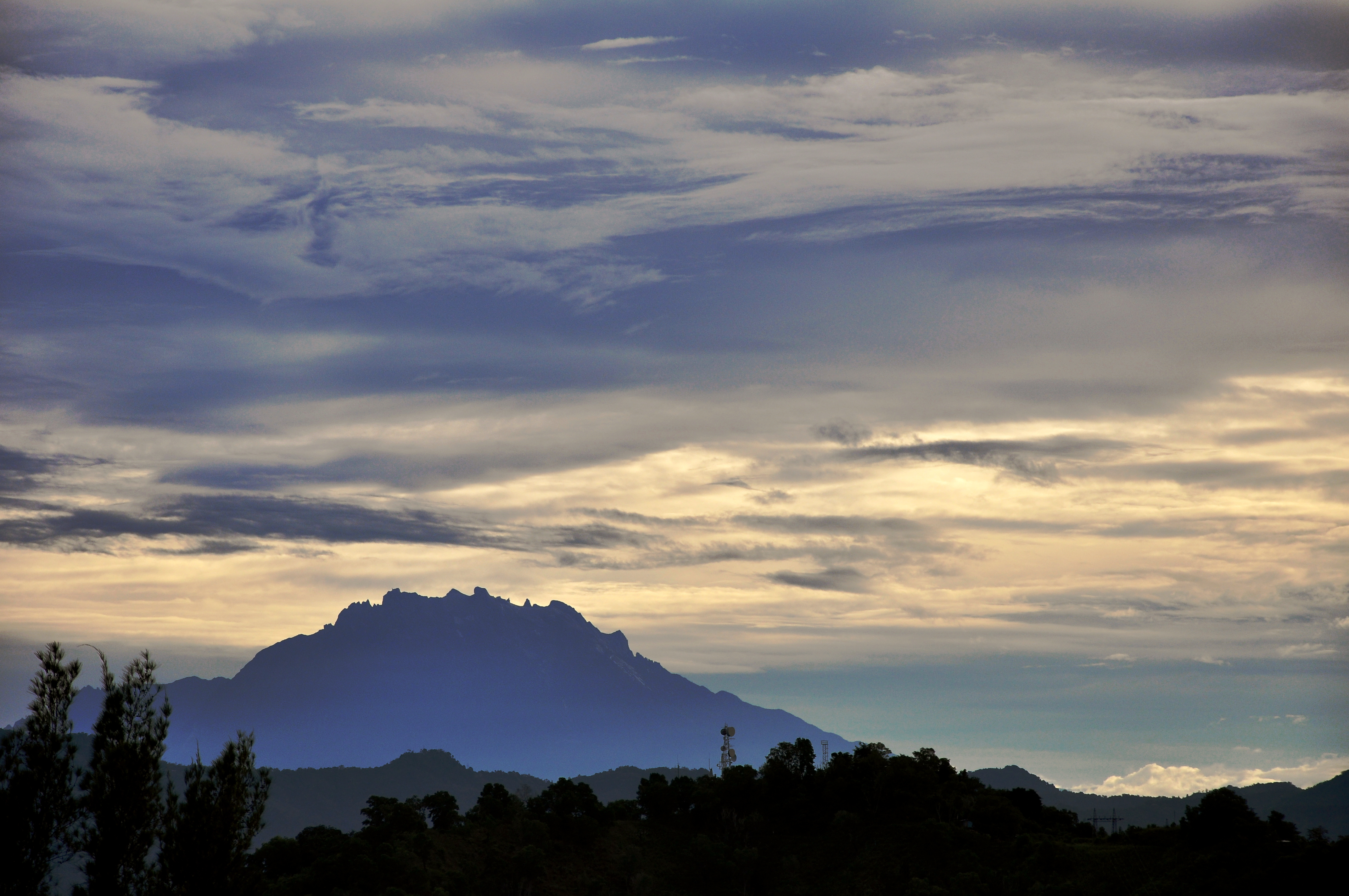
Vista de Monte Kinabalu como se ve desde Tanjung Aru por la mañana.

Kota Kinabalu es el nombre de Monte Kinabalu, que se encuentra a unos 50 kilómetros al noreste de la ciudad. Kinabalu deriva de Aki Nabalu que significa "lugar de respeto". Aki también significa "antepasados" o "abuelo", y "Nabalu" es el nombre de una montaña en el idioma dusun. También hay fuentes que dicen que el término se originó a partir Ki Nabalu, Ki que significa "tener" o "existe", y "Nabalu" significa "espíritu de los muertos".
Kota es la palabra malaya para "fuerte", "pueblo" o "la ciudad". También se utiliza formalmente en algunos otros pueblos y ciudades de Malasia también, por ejemplo, Kota Bahru, Kota Tinggi y Kota Kemuning. El término Kota también se utiliza informalmente para referirse a cualquier pueblo o ciudad. Por lo tanto, la traducción directa del nombre Kota Kinabalu en Inglés es "Kinabalu City".

### El nombre original
Además de Jesselton, hay otros nombres más antiguos para Kota Kinabalu. El más popular, como se mencionó anteriormente, es Api-Api, o simplemente Api, que es una palabra malaya que significa fuego.
Fue nombrado como tal por la población local, en especial la bajau, en conmemoración de la quema de las oficinas administrativas británicas en Isla Gaya de Mat Salleh, y otros de combustión se hace generalmente por los piratas.
Wendy Law Suart escribió sobre el nombre Api-Api en su libro Lingering Eye,

En Museo del Estado allí mapas Países Bajos Borneo y Sulawesi de fecha 1657, un asentamiento donde Jesselton hecho etiquetado Api Api. Tener que ver con el árbol en la playa con la respiración raíces que muestra el mismo nombre.

Otra explicación es que el nombre Api-Api deriva del devastador incendio que se produjo en los primeros días de la ciudad. En chino, la ciudad es conocida como el "Api" y llamó a la Hakka como 亚庇 (chino simplificado: Chino Tradicional: 亚庇, pinyin: Ya Bi).
Hay denuncias de que el área de Kota Kinabalu ahora en realidad el nombre de un río cercano llamado Sungai Api-Api. Además Api-Api, otro nombre de la a saber Deasoka, que significa "debajo del árbol de coco". Locales Bajau utilizan este nombre para referirse a un pueblo en el sur de la ciudad llena de palmeras. Otro nombre era Gotas para los ojos que significa "ojo de tránsito", pero también puede ser traducido como "agradable a la vista". Es el nombre dado por los pescadores de Pulau Gaya se refieren a la zona que hoy es el centro de Kota Kinabalu. Hoy en día, todos estos nombres se usan como nombres de calles o la construcción de la ciudad. Algunos ejemplos son Lintasan Deasoka, Api-Api Centre y Jalan Singgah Mata.

## Capital

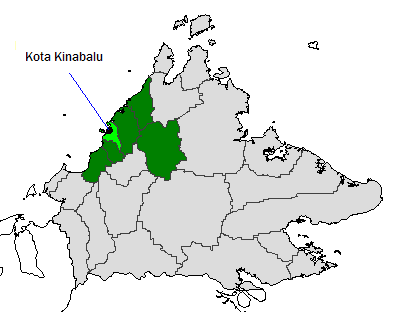
Ubicación del distrito de Kota Kinabalu y la ciudad se encuentra en La Costa Oeste Sabah.

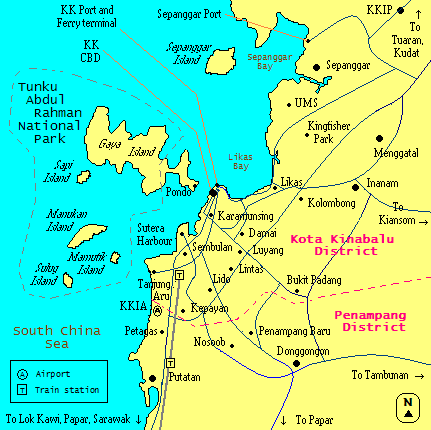
Mapa de Kota Kinabalu y las zonas urbanas circundantes. La línea azul muestra las principales calles, la línea gris muestra ferrocarriles y líneas de puntos de color rosa indican los límites de distrito.

Como la capital de Sabah, Kota Kinabalu desempeña un papel importante en la política y la economía de todo el estado. La mayoría de las agencias y departamentos del Gobierno federal de Malasia localizan en Kota Kinabalu. La Asamblea Legislativa del Estado de Sabah se encuentra en la cercana Likas Bay. Hay cuatro miembros del Parlamento (MP) que representan 4 parlamentaria ciudad: Sepanga (P.171), Kota Kinabalu (P.172), Putatan (P.173) y Penampang (P.174). La ciudad también eligió 9 representantes de los distritos de la asamblea legislatura del estado de Karambunai, Inanam, Likas, Api-Api, Luyang, Tanjung Aru, Petagas, Kepayan y Moyog.

### Las autoridades locales y la definición de la ciudad

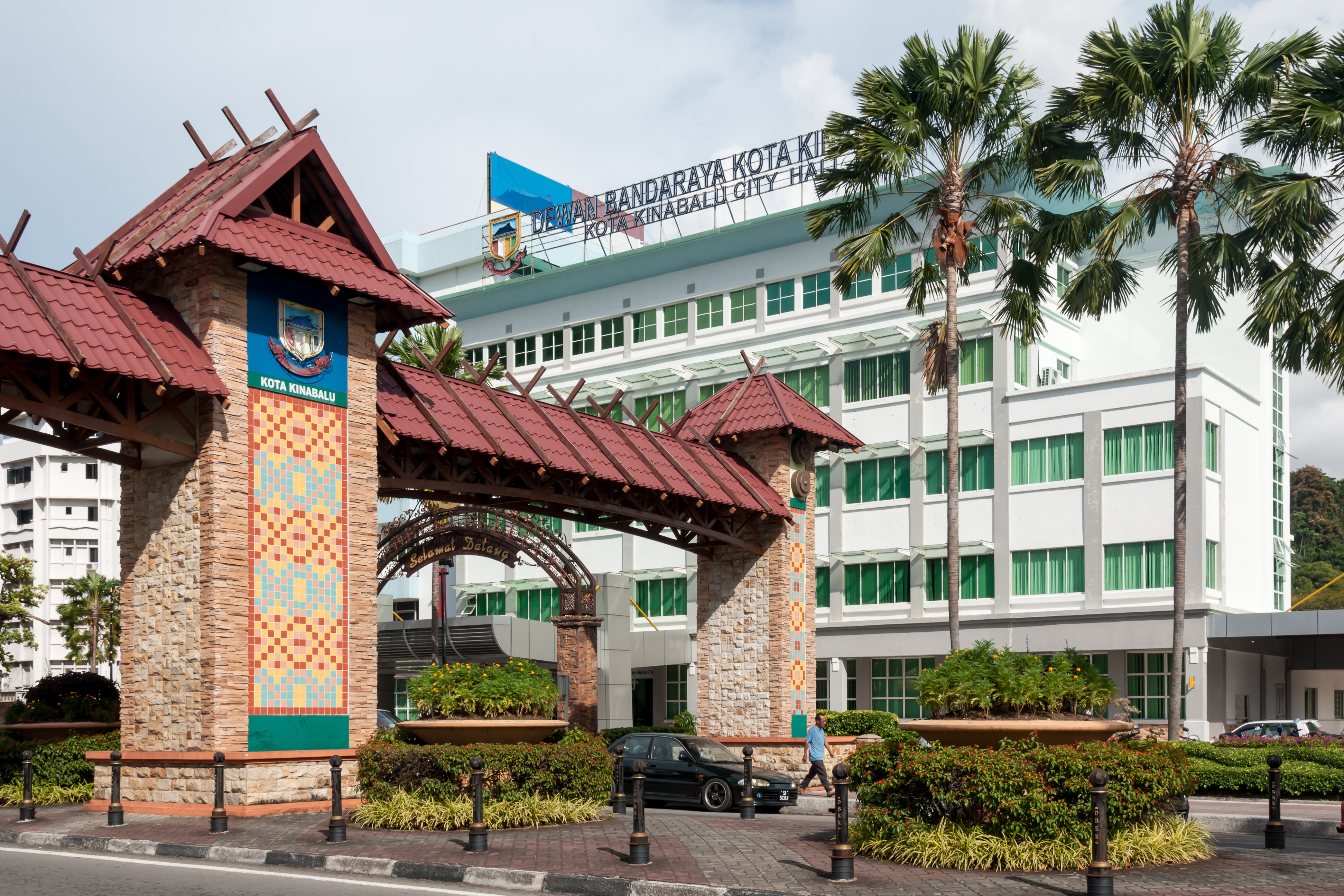
Kota Kinabalu Ayuntamiento.

La ciudad es gobernada por el Kota Kinabalu Ayuntamiento. Alcalde actual (2013) es Abidin Madingkir, quien se hizo cargo de Datuk Iliyas Ibrahim el 31 de enero de 2011. Datuk Iliyas es Mayor segundos después de tomar el relevo de Datuk Abdul Ghani Rashid en 2006. La ciudad adquirió Estado de la ciudad el 2 de febrero de 2000. Anteriormente se rige por el Consejo Municipal de Kota Kinabalu.
Las áreas urbanas también es un distrito, anteriormente urbana Kota Kinabalu. Con una superficie de 351 kilómetros cuadrados, es el condado más pequeño pero que tiene el estado más poblado. Las zonas urbanas son Tanjung Aru y Kepayan en el sur, hasta el Telipok y Sepanga en el norte. Ciudades de la región también se extiende a la zona de Penampang en la frontera sur de la ciudad, que incluye las ciudades Donggongon y Putatan. Área combinada de Kota Kinabalu (distrito) en Penampang y Putatan conocido como Gran Kota Kinabalu (Kota Kinabalu City).
Distrito Penampang tiene una superficie de 466 kilómetros cuadrados, y es administrado por el Consejo de Distrito Penampang.

## Ciudades hermanadas
Las ciudades hermandadas con Kota Kinabalu son las siguientes:
- Rockingham, Australia[24]
- Heyuan, China[25]
- Yongin, Corea del Sur[26]
- Vladivostok, Rusia[27]
- Ratchaburi, Tailandia[28]

## Geografía

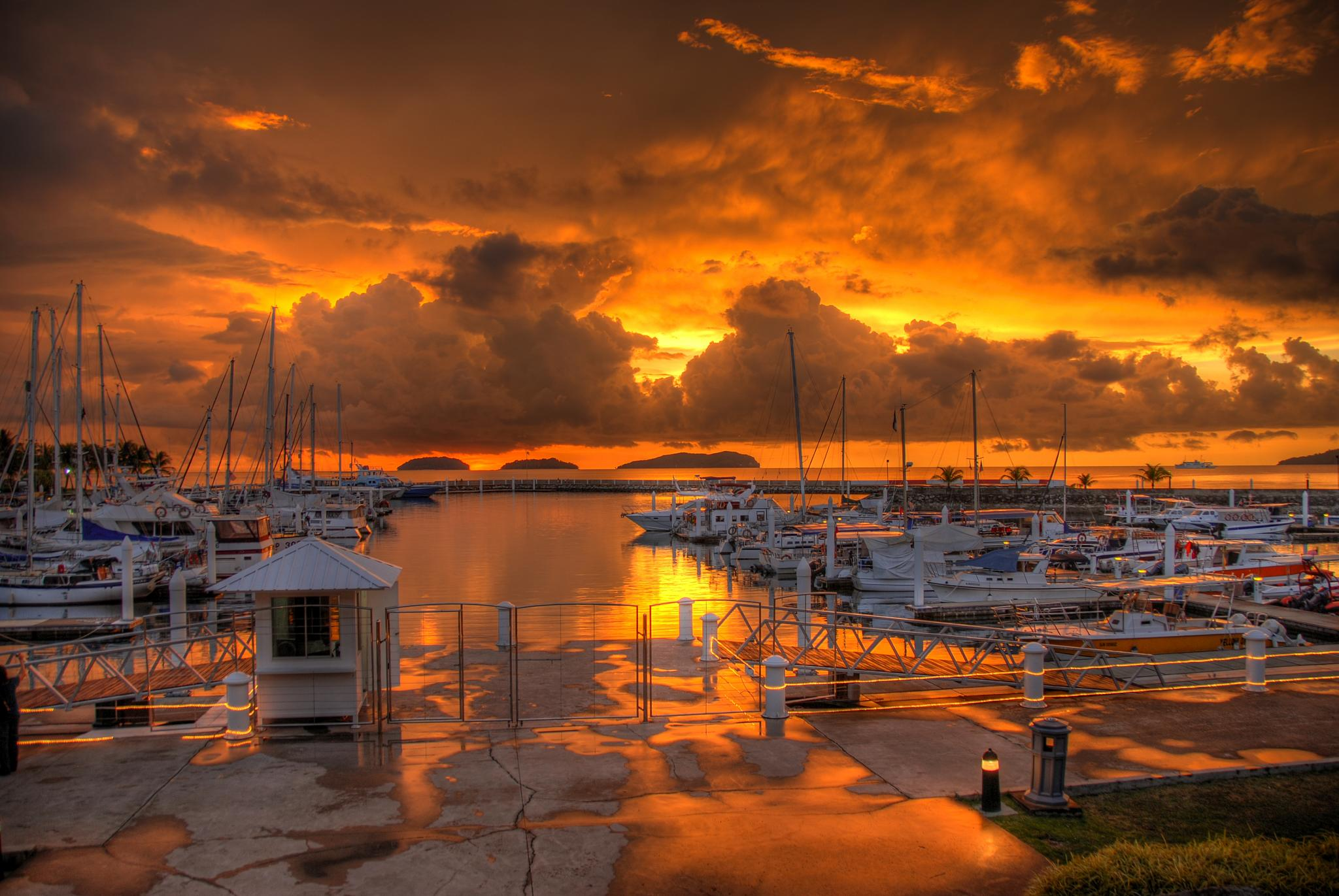
Puesta del sol en el Sutera Harbour, Kota Kinabalu.

Kota Kinabalu se encuentra en la costa occidental de Sabah. La ciudad está situada en una llanura estrecha entre la cordillera Crocker al este y mar de la China Meridional al oeste. Hay seis islas frente a la costa de la ciudad. La más grande es Isla Gaya, que es la antigua sede de la colocación británico en primer lugar. Unas 8.000 personas viven allí. Las pequeñas islas que están deshabitadas, incluyendo Isla Manukan, Isla Mamutik, Isla Sapi, Isla Suluk, Isla Sepanga, situado en el norte frente al Parque Nacional de Sepanga Bay.

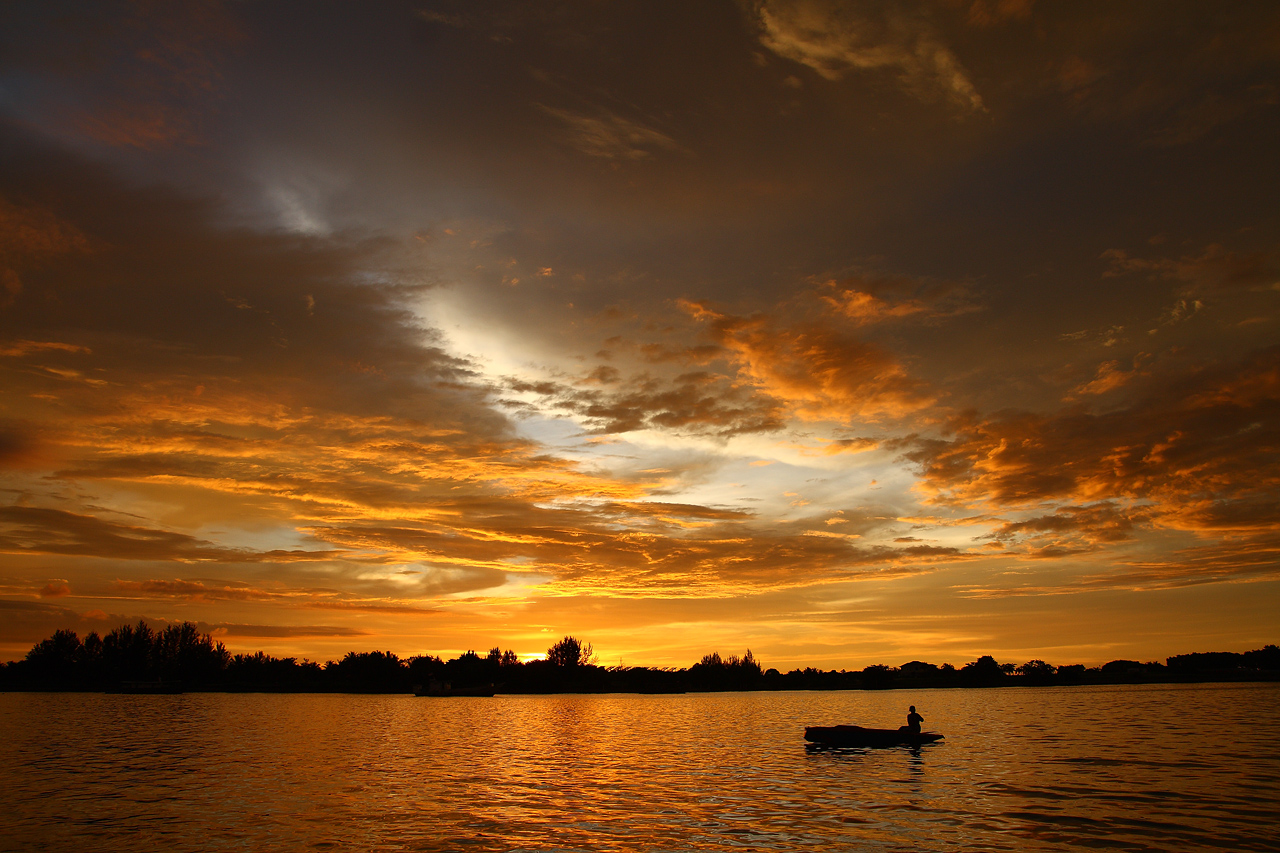
La puesta de sol en Kota Kinabalu.

Terreno plano se concentra en el centro de la ciudad, y hay un límite estricto a la altura de los edificios: el aeropuerto 7km de las zonas urbanas y urbanas está directamente en la trayectoria de vuelo. La mayor parte de la CBD (Central Business District, (CBD)) de hoy se basa en la terrenos ganados al mar en el mar. La vegetación original, casi ha desaparecido, pero varios cerros dentro de la ciudad (demasiado caro para la construcción de edificios) está cubierto por bosque. Uno de ellos es el Signal Hill, que limita con el CDB hacia la costa. En el área de la bahía de Likas los restos de un extenso bosque de mangle casi se perdió. En 1996, el gobierno estatal ha declarado un bosque de 24 hectáreas como área protegida. Este bosque es ahora conocida como Kota Kinabalu humedales. El refugio de una protección adicional como Sitio del Patrimonio Cultural del Estado en 1998.

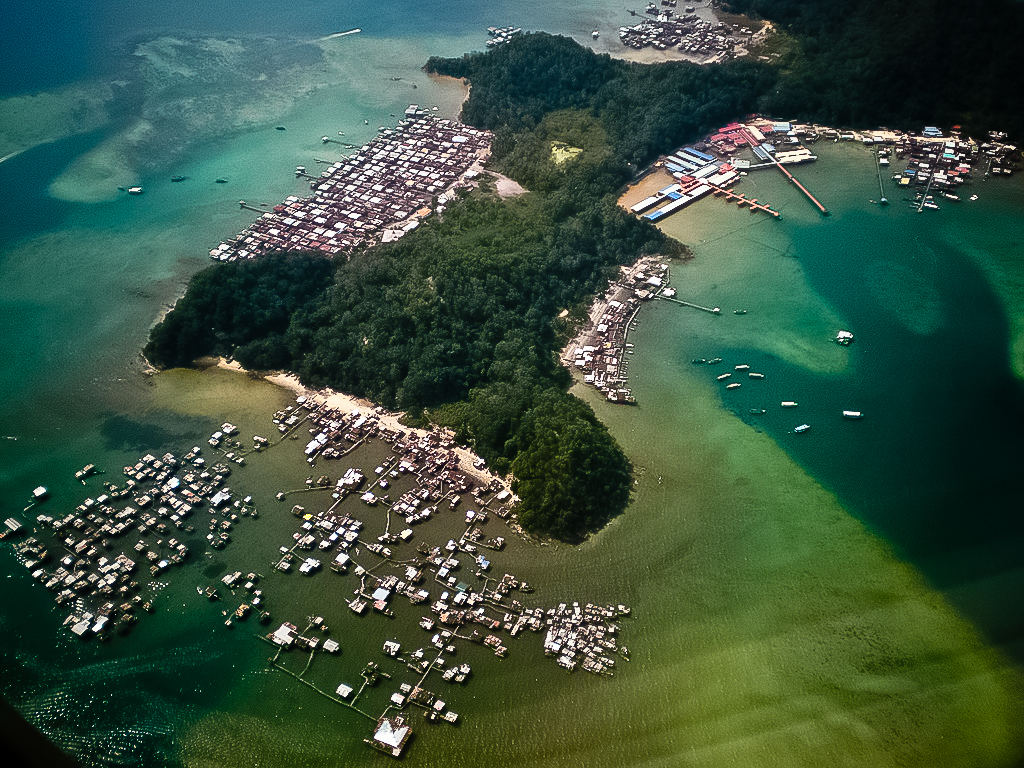
Colocación nación Moro de Isla Gaya.

Cinco islas (Gaya, Sapi, Manukan, Sulug, Mamutik) que tienen que ver con la ciudad conserva como Parque Nacional Tunku Abdul Rahman. El parque lleva el nombre de el primer ministro de la primera, es decir, Tunku Abdul Rahman. Es un lugar de ocio muy popular para los turistas y lugareños por igual. Kota Kinabalu centro de la ciudad, en su mayoría del distrito de negocios y el gobierno, que incluye Karamunsing, el puerto (Tanjung Lipat), Signal Hill, Kampung Air, Sinsuran, Segama, Asia City, Gaya Street (Old Town), Ciudad del Berjaya, Api-Api, Sutera Harbour y pop-ups. Barrios y suburbios residenciales incluyendo Kepayan Ridge, Tanjung Aru, Petagas, Kepayan, Lido, Lintas, Nosoob, Bukit Padang, Luyang, Damai, Likas y Kolombong. La ciudad es cada vez más crecerá hasta llegar a la localidad de Inanam, Menggatal, Sepanga, Telipok y al sur de la frontera Penampang, Putatan y Lok Kawi.
Kota Kinabalu se encuentra generalmente lejos de los centros públicos en el país, que se encuentra a unos 1624 kilómetros de la Kuala Lumpur en Peninsular Malaysia y 804 kilómetros de Kuching, la capital del vecino Sarawak.

## Clima

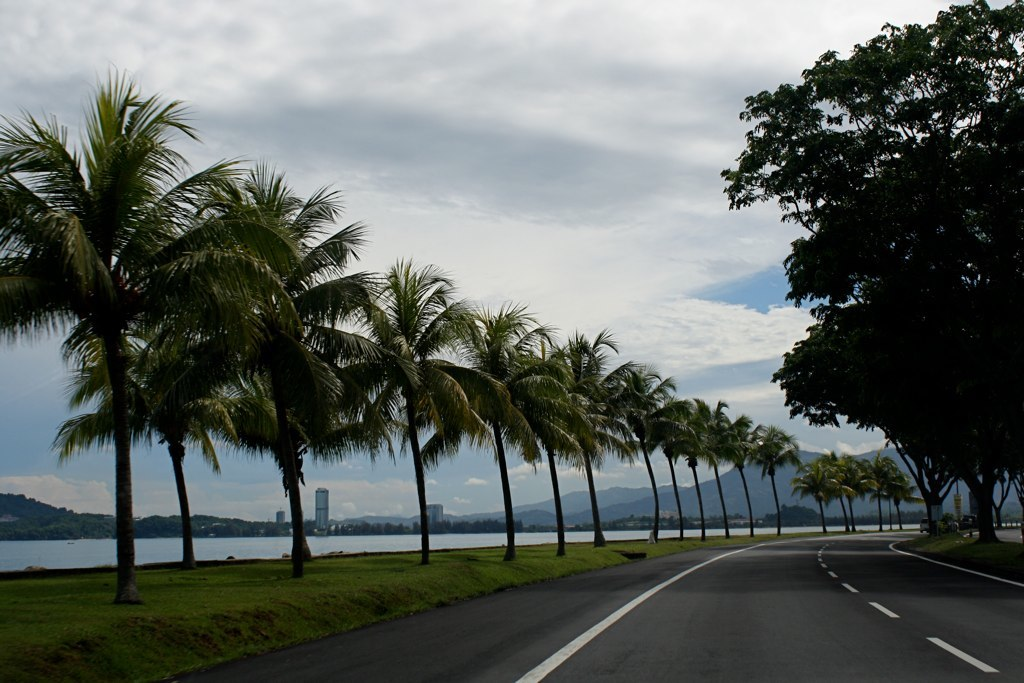
El cocotero es en todo el camino, clima de selva tropical en Kota Kinabalu.

Kota Kinabalu presenta características de clima de selva tropical según la Clasificación climática de Köppen. Sin embargo, la ciudad tiene estaciones significativamente más húmedas y secas. En febrero, la ciudad recibe un promedio de precipitaciones de 60 mm, que son elegibles para un clima de selva tropical. Dos climas monzónicos que caracterizan esta parte de Sabah son el monzón del noreste y el monzón del suroeste. El monzón del noreste se produce entre noviembre y marzo, con temperaturas más frías y menos lluvia, mientras que el monzón del suroeste se produce entre mayo y septiembre, que trae temperaturas más cálidas y lluvias intensas. También hay dos monzones consecutivos de abril a mayo y de septiembre a octubre. Los cambios de temperatura durante todo el año son pequeños. Sin embargo, abril y mayo son generalmente los meses más calurosos, mientras que diciembre y enero son a menudo un poco más fríos. Durante este período (diciembre y enero), algunos picos de los vientos fríos soplan desde Siberia y, a veces, las temperaturas de la mañana pueden caer a 20 °C. Las precipitaciones varían significativamente a lo largo del año. Febrero y marzo son generalmente meses cálidos y secos, mientras que el verano y la lluvia llegan en el periodo de los vientos monzones en torno a octubre. Condiciones de humedad relativamente alta se producen durante todo el año.
| Parámetros climáticos promedio de Kota Kinabalu en 2013 (Rain mínima: 2009-2012) | Parámetros climáticos promedio de Kota Kinabalu en 2013 (Rain mínima: 2009-2012) | Parámetros climáticos promedio de Kota Kinabalu en 2013 (Rain mínima: 2009-2012) | Parámetros climáticos promedio de Kota Kinabalu en 2013 (Rain mínima: 2009-2012) | Parámetros climáticos promedio de Kota Kinabalu en 2013 (Rain mínima: 2009-2012) | Parámetros climáticos promedio de Kota Kinabalu en 2013 (Rain mínima: 2009-2012) | Parámetros climáticos promedio de Kota Kinabalu en 2013 (Rain mínima: 2009-2012) | Parámetros climáticos promedio de Kota Kinabalu en 2013 (Rain mínima: 2009-2012) | Parámetros climáticos promedio de Kota Kinabalu en 2013 (Rain mínima: 2009-2012) | Parámetros climáticos promedio de Kota Kinabalu en 2013 (Rain mínima: 2009-2012) | Parámetros climáticos promedio de Kota Kinabalu en 2013 (Rain mínima: 2009-2012) | Parámetros climáticos promedio de Kota Kinabalu en 2013 (Rain mínima: 2009-2012) | Parámetros climáticos promedio de Kota Kinabalu en 2013 (Rain mínima: 2009-2012) | Parámetros climáticos promedio de Kota Kinabalu en 2013 (Rain mínima: 2009-2012) |
| Mes                                                                              | Ene.                                                                             | Feb.                                                                             | Mar.                                                                             | Abr.                                                                             | May.                                                                             | Jun.                                                                             | Jul.                                                                             | Ago.                                                                             | Sep.                                                                             | Oct.                                                                             | Nov.                                                                             | Dic.                                                                             | Anual                                                                            |
| -------------------------------------------------------------------------------- | -------------------------------------------------------------------------------- | -------------------------------------------------------------------------------- | -------------------------------------------------------------------------------- | -------------------------------------------------------------------------------- | -------------------------------------------------------------------------------- | -------------------------------------------------------------------------------- | -------------------------------------------------------------------------------- | -------------------------------------------------------------------------------- | -------------------------------------------------------------------------------- | -------------------------------------------------------------------------------- | -------------------------------------------------------------------------------- | -------------------------------------------------------------------------------- | -------------------------------------------------------------------------------- |
| Temp. máx. media (°C)                                                            | 28.9                                                                             | 28.9                                                                             | 30                                                                               | 30.6                                                                             | 30.6                                                                             | 30.6                                                                             | 30                                                                               | 30                                                                               | 30                                                                               | 30                                                                               | 30                                                                               | 30                                                                               | 30                                                                               |
| Temp. mín. media (°C)                                                            | 21.7                                                                             | 21.7                                                                             | 22.8                                                                             | 22.8                                                                             | 22.8                                                                             | 22.8                                                                             | 22.8                                                                             | 22.8                                                                             | 22.8                                                                             | 22.8                                                                             | 22.8                                                                             | 22.8                                                                             | 22.6                                                                             |
| Precipitación total (mm)                                                         | nd                                                                               | nd                                                                               | nd                                                                               | nd                                                                               | nd                                                                               | nd                                                                               | nd                                                                               | nd                                                                               | nd                                                                               | nd                                                                               | nd                                                                               | nd                                                                               | nd                                                                               |
| Lluvias (mm)                                                                     | 278.8                                                                            | 120.7                                                                            | 136.9                                                                            | 167.4                                                                            | 192.9                                                                            | 311.9                                                                            | 319.3                                                                            | 234.9                                                                            | 294.4                                                                            | 252.2                                                                            | 328.8.2                                                                          | 216.9                                                                            | 2855.1                                                                           |
| Fuente: El Departamento Meteorológico de Malasia                                 |                                                                                  |                                                                                  |                                                                                  |                                                                                  |                                                                                  |                                                                                  |                                                                                  |                                                                                  |                                                                                  |                                                                                  |                                                                                  |                                                                                  |                                                                                  |

| Parámetros climáticos promedio de Kota Kinabalu en 2012                                     | Parámetros climáticos promedio de Kota Kinabalu en 2012 | Parámetros climáticos promedio de Kota Kinabalu en 2012 | Parámetros climáticos promedio de Kota Kinabalu en 2012 | Parámetros climáticos promedio de Kota Kinabalu en 2012 | Parámetros climáticos promedio de Kota Kinabalu en 2012 | Parámetros climáticos promedio de Kota Kinabalu en 2012 | Parámetros climáticos promedio de Kota Kinabalu en 2012 | Parámetros climáticos promedio de Kota Kinabalu en 2012 | Parámetros climáticos promedio de Kota Kinabalu en 2012 | Parámetros climáticos promedio de Kota Kinabalu en 2012 | Parámetros climáticos promedio de Kota Kinabalu en 2012 | Parámetros climáticos promedio de Kota Kinabalu en 2012 | Parámetros climáticos promedio de Kota Kinabalu en 2012 |
| Mes                                                                                         | Ene.                                                    | Feb.                                                    | Mar.                                                    | Abr.                                                    | May.                                                    | Jun.                                                    | Jul.                                                    | Ago.                                                    | Sep.                                                    | Oct.                                                    | Nov.                                                    | Dic.                                                    | Anual                                                   |
| ------------------------------------------------------------------------------------------- | ------------------------------------------------------- | ------------------------------------------------------- | ------------------------------------------------------- | ------------------------------------------------------- | ------------------------------------------------------- | ------------------------------------------------------- | ------------------------------------------------------- | ------------------------------------------------------- | ------------------------------------------------------- | ------------------------------------------------------- | ------------------------------------------------------- | ------------------------------------------------------- | ------------------------------------------------------- |
| Precipitación total (mm)                                                                    | 84.6                                                    | 66.8                                                    | 40.4                                                    | 216.6                                                   | 197.8                                                   | 221.2                                                   | 494                                                     | 100                                                     | 329.4                                                   | 307                                                     | 414.6                                                   | 128.8                                                   | 2601.2                                                  |
| Fuente: El Departamento Meteorológico de Malasia Departamento de Riego y Drenaje de Malasia |                                                         |                                                         |                                                         |                                                         |                                                         |                                                         |                                                         |                                                         |                                                         |                                                         |                                                         |                                                         |                                                         |

| Parámetros climáticos promedio de Kota Kinabalu en 2011                                     | Parámetros climáticos promedio de Kota Kinabalu en 2011 | Parámetros climáticos promedio de Kota Kinabalu en 2011 | Parámetros climáticos promedio de Kota Kinabalu en 2011 | Parámetros climáticos promedio de Kota Kinabalu en 2011 | Parámetros climáticos promedio de Kota Kinabalu en 2011 | Parámetros climáticos promedio de Kota Kinabalu en 2011 | Parámetros climáticos promedio de Kota Kinabalu en 2011 | Parámetros climáticos promedio de Kota Kinabalu en 2011 | Parámetros climáticos promedio de Kota Kinabalu en 2011 | Parámetros climáticos promedio de Kota Kinabalu en 2011 | Parámetros climáticos promedio de Kota Kinabalu en 2011 | Parámetros climáticos promedio de Kota Kinabalu en 2011 | Parámetros climáticos promedio de Kota Kinabalu en 2011 |
| Mes                                                                                         | Ene.                                                    | Feb.                                                    | Mar.                                                    | Abr.                                                    | May.                                                    | Jun.                                                    | Jul.                                                    | Ago.                                                    | Sep.                                                    | Oct.                                                    | Nov.                                                    | Dic.                                                    | Anual                                                   |
| ------------------------------------------------------------------------------------------- | ------------------------------------------------------- | ------------------------------------------------------- | ------------------------------------------------------- | ------------------------------------------------------- | ------------------------------------------------------- | ------------------------------------------------------- | ------------------------------------------------------- | ------------------------------------------------------- | ------------------------------------------------------- | ------------------------------------------------------- | ------------------------------------------------------- | ------------------------------------------------------- | ------------------------------------------------------- |
| Precipitación total (mm)                                                                    | 395.2                                                   | 188.6                                                   | 285.6                                                   | 206.2                                                   | 84.2                                                    | 346                                                     | 166.4                                                   | 153.2                                                   | 248.2                                                   | 213.6                                                   | 332.8                                                   | 123.8                                                   | 2743.8                                                  |
| Fuente: El Departamento Meteorológico de Malasia Departamento de Riego y Drenaje de Malasia |                                                         |                                                         |                                                         |                                                         |                                                         |                                                         |                                                         |                                                         |                                                         |                                                         |                                                         |                                                         |                                                         |

| Parámetros climáticos promedio de Kota Kinabalu en 2010                                     | Parámetros climáticos promedio de Kota Kinabalu en 2010 | Parámetros climáticos promedio de Kota Kinabalu en 2010 | Parámetros climáticos promedio de Kota Kinabalu en 2010 | Parámetros climáticos promedio de Kota Kinabalu en 2010 | Parámetros climáticos promedio de Kota Kinabalu en 2010 | Parámetros climáticos promedio de Kota Kinabalu en 2010 | Parámetros climáticos promedio de Kota Kinabalu en 2010 | Parámetros climáticos promedio de Kota Kinabalu en 2010 | Parámetros climáticos promedio de Kota Kinabalu en 2010 | Parámetros climáticos promedio de Kota Kinabalu en 2010 | Parámetros climáticos promedio de Kota Kinabalu en 2010 | Parámetros climáticos promedio de Kota Kinabalu en 2010 | Parámetros climáticos promedio de Kota Kinabalu en 2010 |
| Mes                                                                                         | Ene.                                                    | Feb.                                                    | Mar.                                                    | Abr.                                                    | May.                                                    | Jun.                                                    | Jul.                                                    | Ago.                                                    | Sep.                                                    | Oct.                                                    | Nov.                                                    | Dic.                                                    | Anual                                                   |
| ------------------------------------------------------------------------------------------- | ------------------------------------------------------- | ------------------------------------------------------- | ------------------------------------------------------- | ------------------------------------------------------- | ------------------------------------------------------- | ------------------------------------------------------- | ------------------------------------------------------- | ------------------------------------------------------- | ------------------------------------------------------- | ------------------------------------------------------- | ------------------------------------------------------- | ------------------------------------------------------- | ------------------------------------------------------- |
| Precipitación total (mm)                                                                    | 210.6                                                   | 0.4                                                     | 25.2                                                    | 157                                                     | 343                                                     | 593.6                                                   | 403.2                                                   | 232.8                                                   | 386.8                                                   | 225                                                     | 376                                                     | 447.6                                                   | 3401.2                                                  |
| Fuente: El Departamento Meteorológico de Malasia Departamento de Riego y Drenaje de Malasia |                                                         |                                                         |                                                         |                                                         |                                                         |                                                         |                                                         |                                                         |                                                         |                                                         |                                                         |                                                         |                                                         |

| Parámetros climáticos promedio de Kota Kinabalu en 2009                                     | Parámetros climáticos promedio de Kota Kinabalu en 2009 | Parámetros climáticos promedio de Kota Kinabalu en 2009 | Parámetros climáticos promedio de Kota Kinabalu en 2009 | Parámetros climáticos promedio de Kota Kinabalu en 2009 | Parámetros climáticos promedio de Kota Kinabalu en 2009 | Parámetros climáticos promedio de Kota Kinabalu en 2009 | Parámetros climáticos promedio de Kota Kinabalu en 2009 | Parámetros climáticos promedio de Kota Kinabalu en 2009 | Parámetros climáticos promedio de Kota Kinabalu en 2009 | Parámetros climáticos promedio de Kota Kinabalu en 2009 | Parámetros climáticos promedio de Kota Kinabalu en 2009 | Parámetros climáticos promedio de Kota Kinabalu en 2009 | Parámetros climáticos promedio de Kota Kinabalu en 2009 |
| Mes                                                                                         | Ene.                                                    | Feb.                                                    | Mar.                                                    | Abr.                                                    | May.                                                    | Jun.                                                    | Jul.                                                    | Ago.                                                    | Sep.                                                    | Oct.                                                    | Nov.                                                    | Dic.                                                    | Anual                                                   |
| ------------------------------------------------------------------------------------------- | ------------------------------------------------------- | ------------------------------------------------------- | ------------------------------------------------------- | ------------------------------------------------------- | ------------------------------------------------------- | ------------------------------------------------------- | ------------------------------------------------------- | ------------------------------------------------------- | ------------------------------------------------------- | ------------------------------------------------------- | ------------------------------------------------------- | ------------------------------------------------------- | ------------------------------------------------------- |
| Precipitación total (mm)                                                                    | 424.8                                                   | 227.2                                                   | 196.4                                                   | 89.8                                                    | 146.8                                                   | 86.6                                                    | 213.4                                                   | 453.4                                                   | 213.2                                                   | 263                                                     | 191.8                                                   | 167.6                                                   | 2674                                                    |
| Fuente: El Departamento Meteorológico de Malasia Departamento de Riego y Drenaje de Malasia |                                                         |                                                         |                                                         |                                                         |                                                         |                                                         |                                                         |                                                         |                                                         |                                                         |                                                         |                                                         |                                                         |

## Demografía
No hay ningún nombre o título oficial y también demonim para describir al pueblo de Kota Kinabalu. Una manera sencilla de describir la ciudad aquí es "KK pueblo". El término también se utiliza a veces "K.K-ian". En general, todos, desde Sabah llama "Sabah".

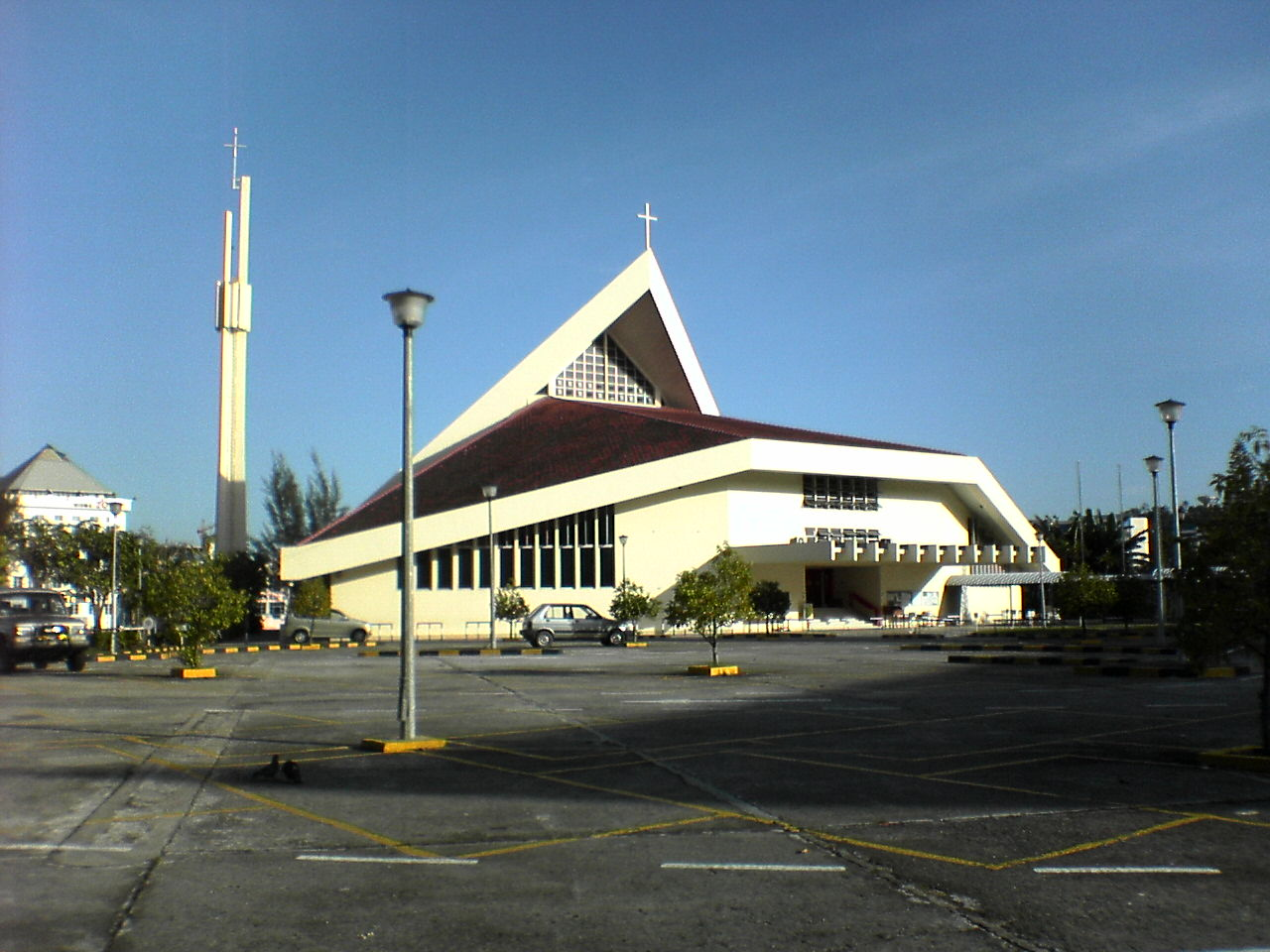
Iglesia catedral del Sagrado Corazón.

### Etnia y religión
Estadísticas informe Malasia 2010 muestra que la ciudad de Kota Kinabalu tiene una población de 452,058. En este punto, la población de la ciudad tiene una mezcla diferente personas y étnica diferente. Los ciudadanos extranjeros que constituyen la mayoría de la población urbana con 110,556, seguido de Chino (93,429), Bajau (72,931), Kadazan-Dusun (69,993), Bumiputra (59,607), Brunéi Malay (35,835), Murut (2,528), Indio (2,207) y otros (5,482). Los chinos en su mayoría son el Hakka y en su mayoría se establecieron en el área Luyang. Área Penampang ocupada por Kadazan, mientras que el Bajau su mayoría viven en Likas, Sembulan y Karambunai.
La mayoría religiosa es el islam, generalmente compuesta por aquellas personas de etnia malaya. Los kadazan son principalmente practicantes del cristianismo, mientras que la población de origen chino se considera budista o cristiana. También hay un pequeño número de devotos del hinduismo, sijismo y animismo; un pequeño número de personas sin religión también existe.

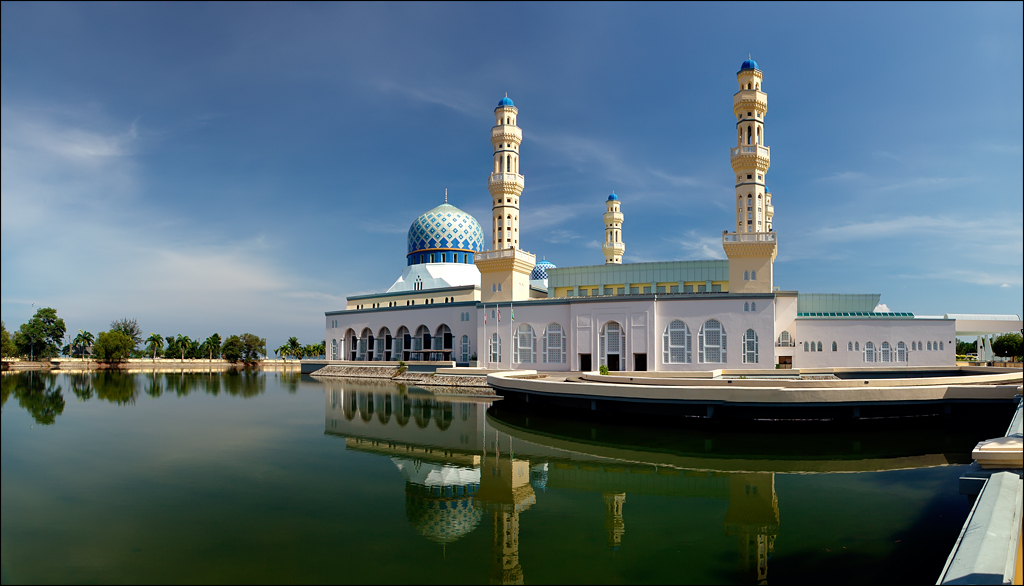
Mezquita de la ciudad.

También hay un gran número de filipinos en Kota Kinabalu. La primera oleada de inmigrantes llegó en el siglo XV durante la colonización española, mientras que algunos refugiados llegaron a principios de 1970 debido a la rebelión en el sur Filipinas. Un gran número de ellos hoy en día, sin embargo, se compone de los trabajadores migrantes que llegan desde la década de 1970 hasta la actualidad. La mayoría de los primeros inmigrantes eran nacionalidad interruptor se convirtió en el Malasia, pero también hay los que viven sin documentos en esta ciudad que se considera como inmigrantes ilegales. La mayoría de los migrantes filipinos son en su mayoría Suluk y Tausug. También hay un gran número de personas Indonesia que vive en la ciudad que vienen principalmente de la Sulawesi, Java, Borneo y las islas Flores, parte de la Islas de la Sonda menor.

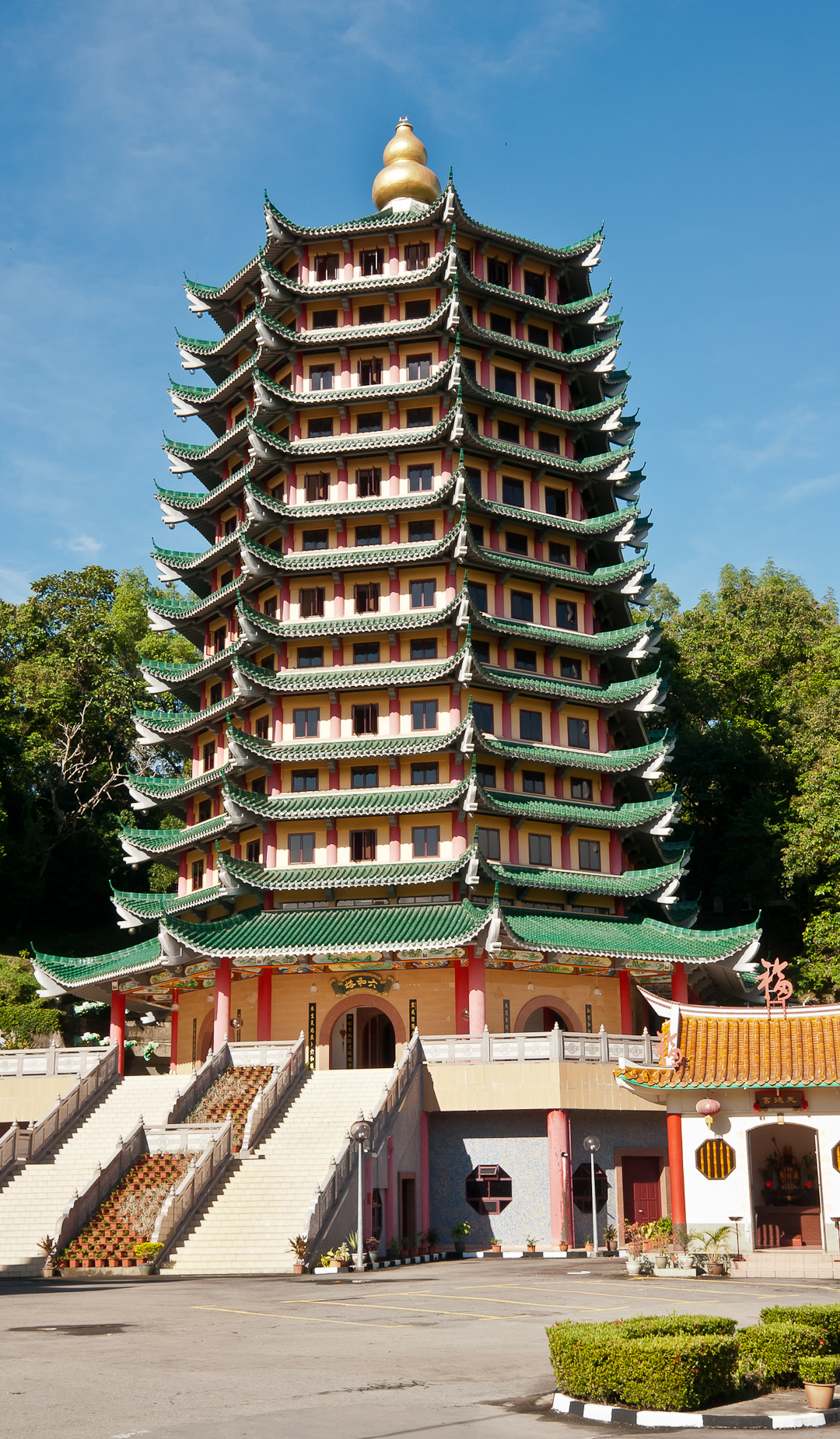
Templo Che Sui Khor.

Hay un pequeño número de la población Indio, Pakistaní y Europeo que vivía en la ciudad. Recientemente también se han incrementado el número de expatriados que viven en la ciudad, ya sea temporal o permanente,. Sobre todo vienen de Corea del Sur, Japonés, Australia y Europa.
Los matrimonios mixtos no es algo inusual aquí y los matrimonios entre Chino-Kadazan es muy común. Los niños de raza mixta chino Kadazan y se refiere como Chino y Kadazan o simplemente "Sino".

### Idioma
Residentes Kota Kinabalu general Malay para que idioma mix Sabah. Casi el 50% de los residentes de Kota Kinabalu son chinos. Hakka idioma y Mandarin hablado por los chinos. Además, la mayoría de chinos también son capaces de hablar el lenguaje de la Cantonés. Casi todos los residentes también pueden hablar Inglés, especialmente la generación más joven. Hoy en día, la mayoría de las personas son capaces de hablar en Inglés base. Sin embargo, algunos tienen dificultad para hablar con fluidez un vocabulario limitado y la falta general de Inglés como lingua franca conversación entre la gente de Sabah en su conjunto.
Utilice Kadazan y Dusun de manera muy significativa a lo largo de Sabah, especialmente en las grandes ciudades o ciudades como Kota Kinabalu. Varias iniciativas han sido tomadas por algunos de reactivar el uso de la lengua. Ambas lenguas se han considerado como las lenguas en peligro, así como la cultura étnica Kadazan-Dusun.

## Economía

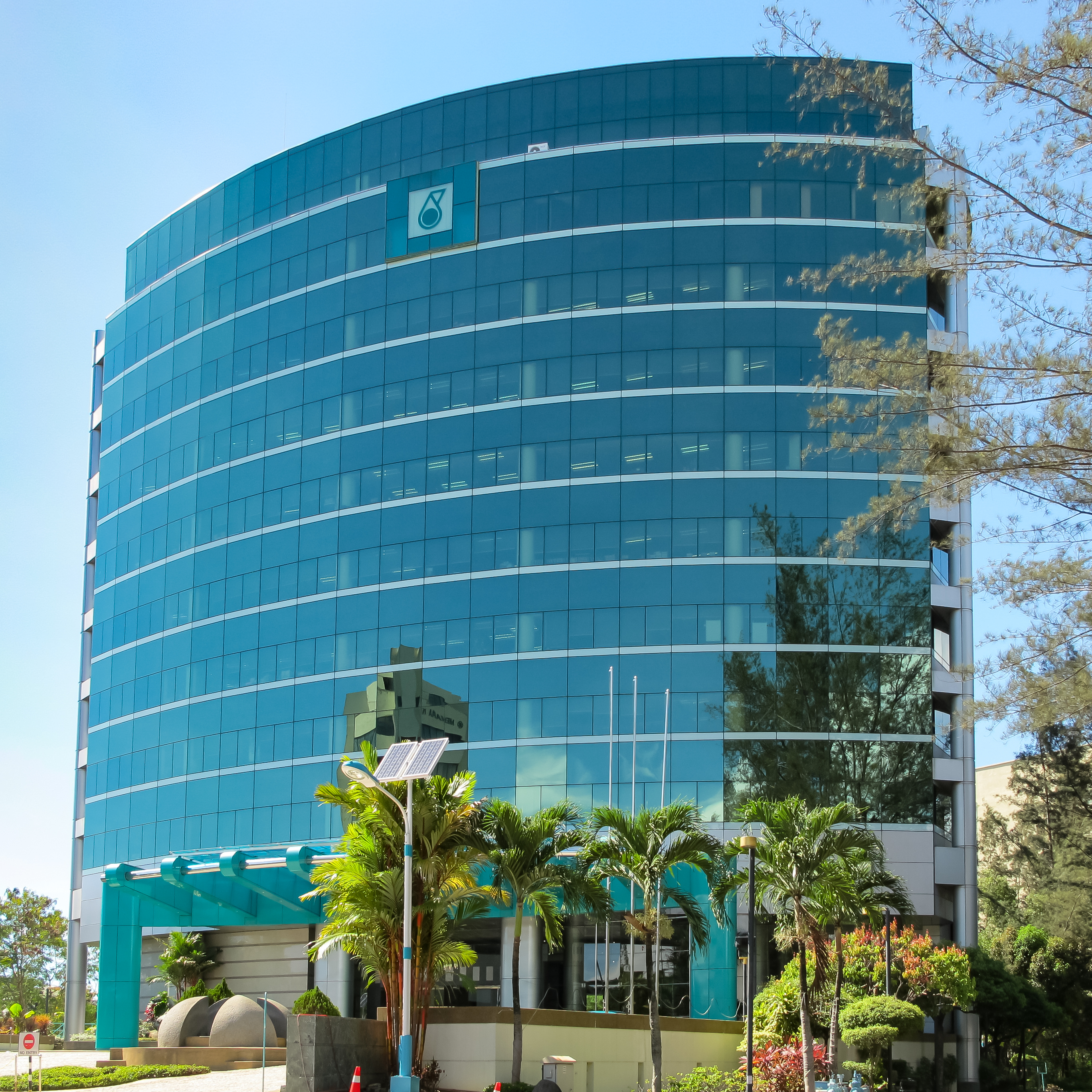
Oficina Petronas en Kota Kinabalu, Sabah.

Además de ser la capital, Kota Kinabalu es también un importante centro industrial y comercial del estado. La economía está dominada por grandes sectores industriales, tales como la agricultura, la pesca, la silvicultura y el petróleo y el gas. Históricamente, el sector secundario dominado la economía, pero debido a la rápida urbanización y el desarrollo económico, el sector secundario es luego disminuyó lentamente. Más recientemente, un movimiento hacia más en sectorial industrial servicios se ha llevado a cabo. Las empresas nacionales, bancos comerciales extranjeros e internacionales, así como una serie de seguro y otras empresas tienen sus sedes o sucursales aquí.
Los chinos de itinerancia también contribuyeron al desarrollo de KK desde su inmigración a finales del siglo XIX. Su función original como "kuli" (trabajo esclavitud) y ahora muchos de los que se hizo dueño de la tienda.
Varias empresas industriales y de fabricación también tienen sus plantas aquí, sobre todo en los distritos industriales como Likas, Kolombong y Inanam. La construcción en curso del 8320 hectáreas Parque Industrial Kota Kinabalu (KKIP) en Sepanggar también tiene como objetivo mejorar las actividades industriales y comerciales de la ciudad y lo que es un centro de crecimiento importante en la Malasia Oriental, así como las metas para el BIMP-EAGA (Área de Crecimiento de la ASEAN Oriental Brunéi-Indonesia-Malasia-Filipinas). Kota Kinabalu también alberga una gran variedad de actividades para las conferencias nacionales, regionales e internacionales o El comercio expo de cada año, que incluyen la bienal Sabah Internacional Expo, la Conferencia Asia-Pacífico ePelancongan Conferencia de la Organización de Comercio y Desarrollo de las Naciones Unidas (UNCTAD), Ingeniería Mundial Australia ASEAN, y otros. Las actividades se llevan a cabo normalmente en el complejo Sutera Harbour.

## Transporte

### Tierra
Los caminos rurales que unen las diferentes partes de la ciudad en general conocidos como Carreteras del Estado. La red de carreteras está construido y mantenido por el departamento de Obras de Malasia. La mayor parte de la carretera principal hacia el interior es camino twin. Una de las principales carreteras aquí es Jalan Lintas-Jalan Tuaran Bypass, que sirve como el circunvalación, por la ciudad y conecta el barrio y los suburbios circundantes, tales como Putatan, Penampang, Luyang, Likas, Inanam, Menggatal, Sepanga y Tuaran. Kota Kinabalu vinculado por carretera con ciudades distantes alrededor de Sabah principalmente a través de la carreteras federales mantenida por el Departamento de Obras Públicas. Ruta de carretera de la ciudad, incluyendo:
- Kota Kinabalu – Tamparuli – Kudat – Kota Marudu
- Kota Kinabalu – Tamparuli – Ranau – Sandakan – Tawau – Serudong (parte de Pan Borneo Highway)
- Kota Kinabalu – Keningau – Lawas – Brunéi – Miri – Kuching – Sematan (parte de Pan Borneo Highway)
- Kota Kinabalu – Keningau – Kalabakan – Tawau

Transporte Público

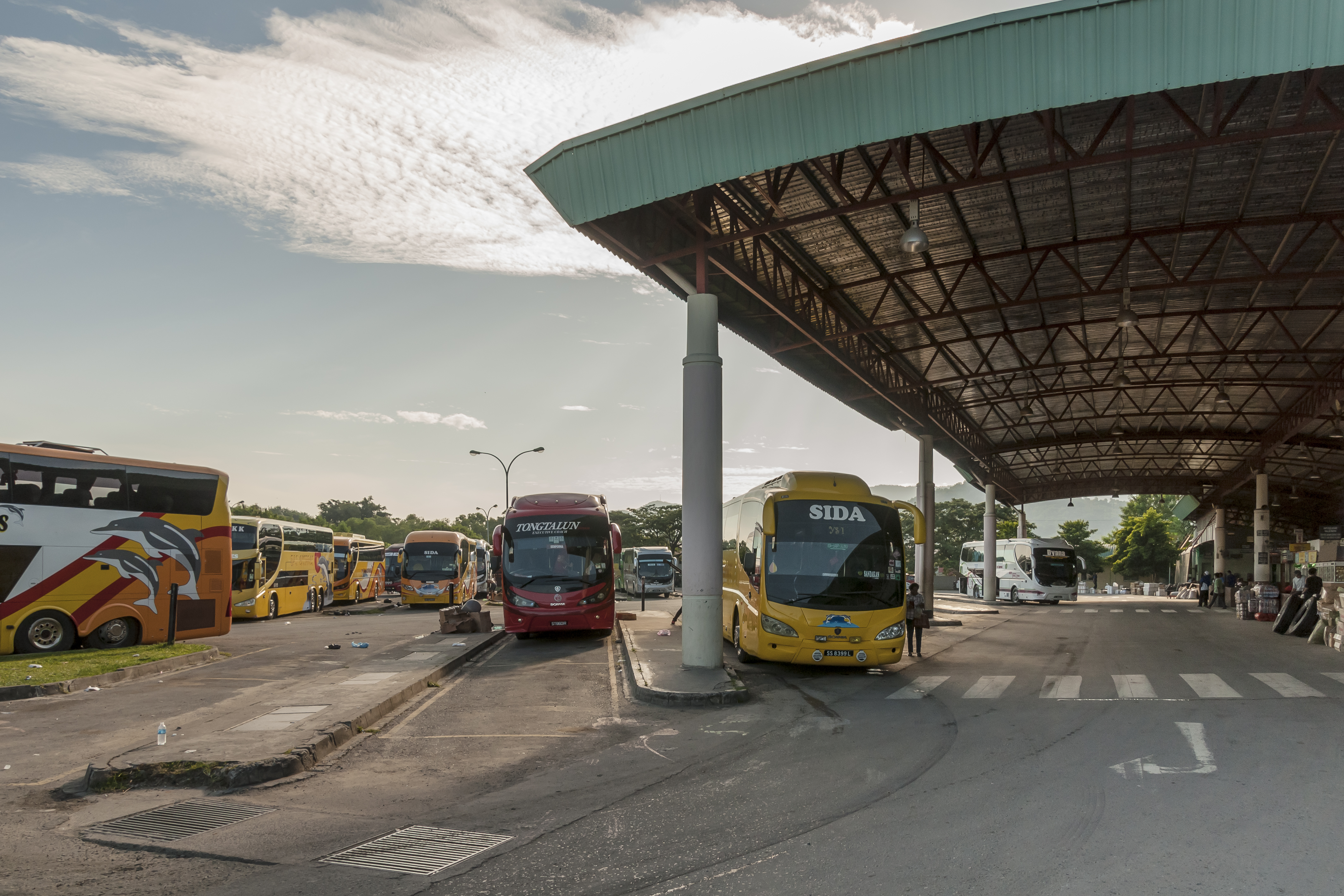
Terminal de autobuses Inanam.

Servicios regulares de autobús operan alrededor de la ciudad. Pequeños autobuses o furgonetas también se utilizan, además de los autobuses como de transporte público alternativas. Hay dos principales terminales de autobuses en el distrito central de negocios. Terminal en Jalan Tun Razak ofrece servicios de autobuses rurales a varias ciudades y áreas suburbanas. Otro terminal cerca Town con éxito la prestación de servicios hacia destinos al sur de la ciudad, como (Papar, Tenom, Beaufort, etc.) Kota Kinabalu Terminal de Autobuses del Norte de Inanam proporciona servicio de autobús entre las ciudades que están en el camino hacia destinos del norte y noreste de Kota Kinabalu como (Tuaran, Kudat, Ranau, Sandakan, Tawau, Semporna, etc). Servicio de Taxi también se puede encontrar en la ciudad.

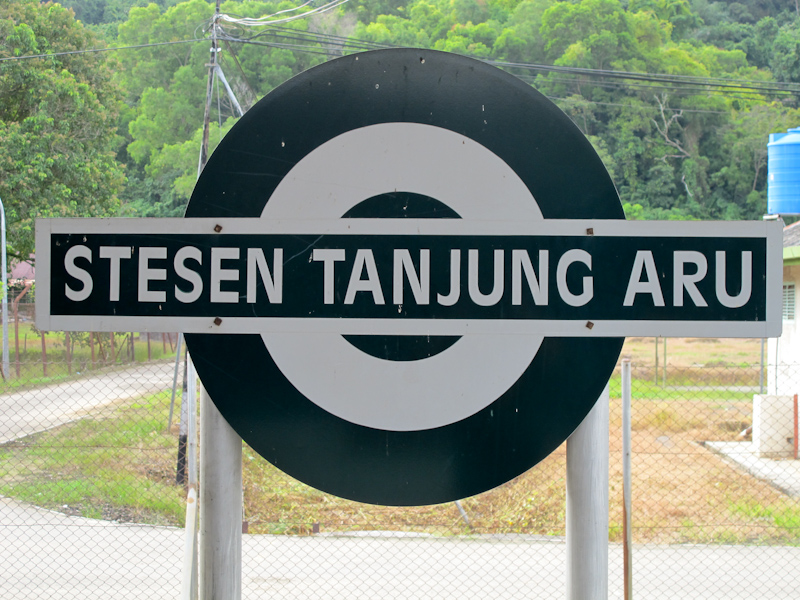
Ferrocarril signos estación Tanjung Aru.

Un sistema ferroviario antes conocido como Ferrocarril del norte de Borneo fue establecido en 1896 por la British North Borneo Company. Fue construido con el propósito principal de transporte de mercancías desde el interior hasta el puerto en Kota Kinabalu durante la ocupación británica. Este ferrocarril conecta la ciudad con Tenom y otras ciudades, también es el único sistema ferroviario en este de Malasia. Hoy en día, el sistema ferroviario se conoce como el Estado de Sabah tren y proporciona servicios diarios para los viajeros, viajeros y de transporte de carga. Una empresa independiente que opera como transporte recreación turística también llamado el ferrocarril del norte de Borneo. La estación principal de trenes y terminal se encuentra en Tanjung Aru.

### Aire
Kota Kinabalu Aeropuerto Internacional (KKIA) (Código ICAO: WBKK) ofrece vuelos entre Kota Kinabalu con destinos nacionales e internacionales de otros. Es el segundo centro de la Malaysia Airlines y AirAsia y consta de dos terminales. KKIA es el segundo aeropuerto más ocupado en Malasia después de la Aeropuerto Internacional de Kuala Lumpur y es una de la entrada principal de la Sabah y este de Malasia.
Algunos destinos desde este aeropuerto son: Bandar Seri Begawan, Shenzhen, Seúl, Shanghái, Guangzhou, Hong Kong, Macau, Kuala Lumpur, Cebú, Singapur, Taipéi, Kaohsiung, y otras ciudades, ya sea dentro o fuera de Malasia.
Además KKIA el segundo es también un centro de MASwings, que sirve vuelos a ciudades pequeñas y zonas rurales en el este de Malasia.

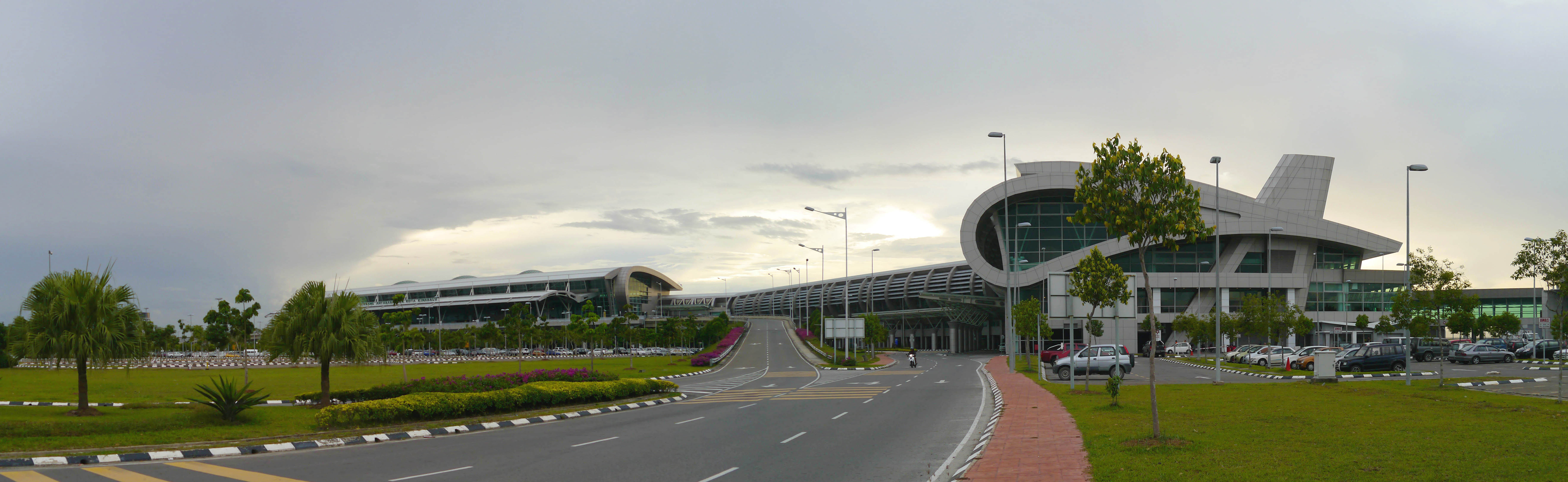
Kota Kinabalu Aeropuerto Internacional visto desde el exterior.

### Mar

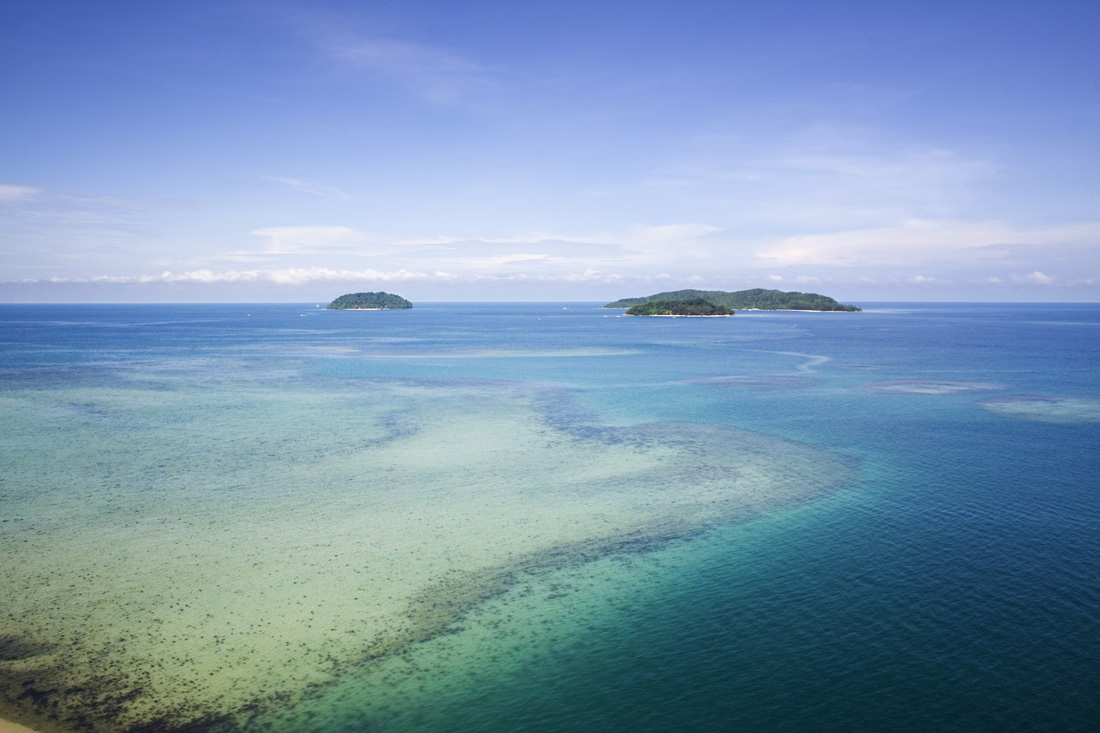
Kota Kinabalu Terminal Ferry ofrece servicio diario a Isla Manukan, así como otras islas. De izquierda a derecha están Sulug Island, y en la derecha es Mamutik Island y la isla de Manukan (el más grande).

Kota Kinabalu dispone de dos puertos, a saber: Kota Kinabalu puerto y Sepanggar Bay Contenedores del Puerto (SBCP). Kota Kinabalu puerto sirve como un puerto de carga, al operar como una base SBCP Armada de La Marina Real de Malasia, depósito de petróleo, así como toda la carga de contenedores. En 2004, Kota Kinabalu puerto maneja alrededor de 3,6 millones de toneladas de carga, la tercera más alta en el estado después de que el puerto de Sandakan y Tawau. No obstante, se encarga de la mayor cantidad de puertos importantes como contenedores en el estado, con 153,793 contenedores manipulados en el 2006. Todos los puertos de Sabah son administrados y operados por Sabah Puertos Sdn Bhd.
Kota Kinabalu Servicio de Ferry es una terminal de ferry de pasajeros ubicada en Jesselton Point cerca del puerto KK. Proporciona servicios de ferry y lancha a las islas cercanas para turistas como para los viajeros que viven en las islas. También hay servicio regular de ferry a Labuan.

## Otros servicios públicos

### Tribunal de la ley y el cumplimiento de la ley

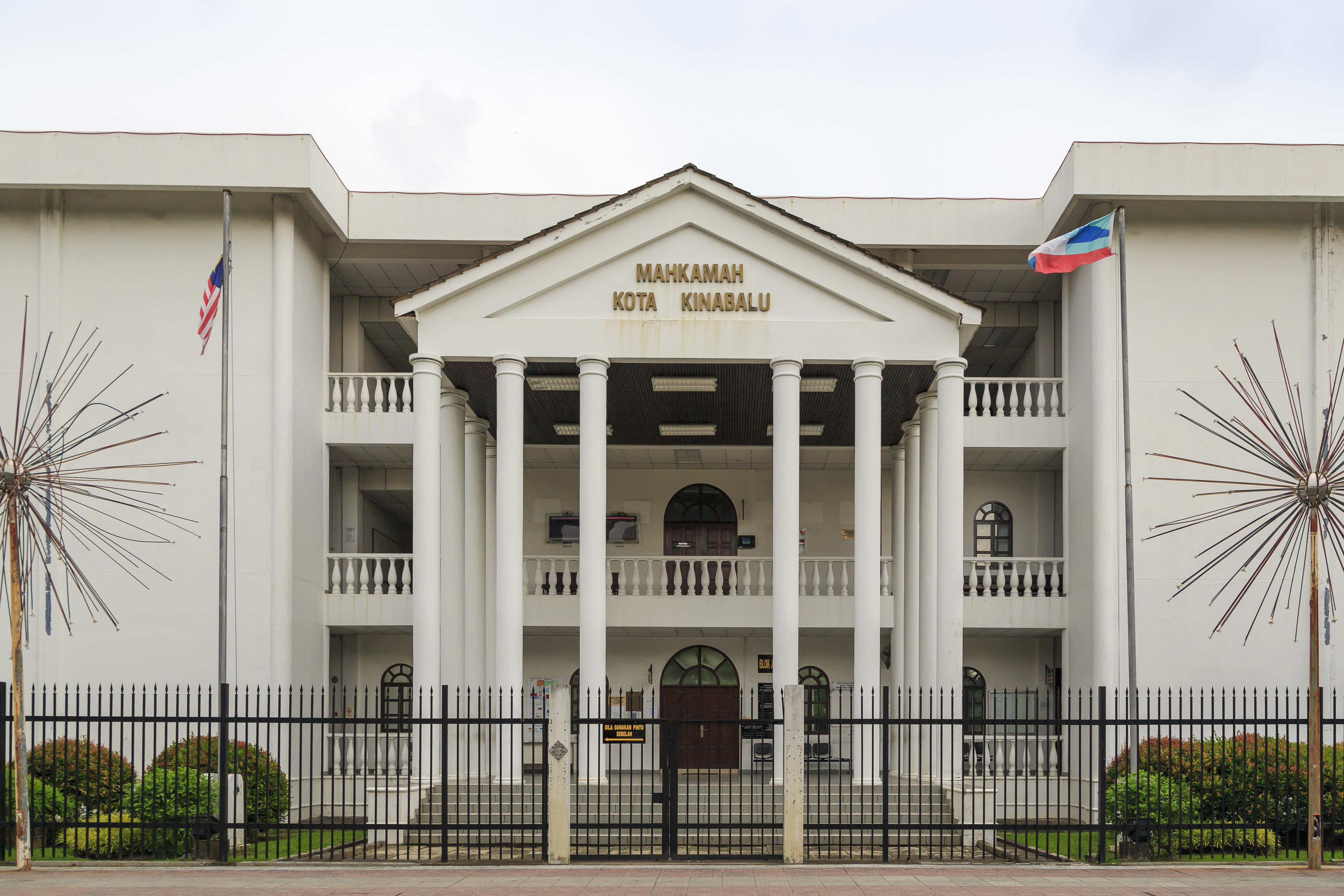
Corte Kota Kinabalu.

Complex corte que se encuentra a lo largo de Jalan Pantai en el centro de la ciudad. Incluye Tribunal Superior, la Corte de Sesiones y el Juzgado de Instrucción.
Sabah Sede contingente policial se encuentra en Kepayan. Hay dos sedes de distrito de la ciudad, la Jefatura de Policía del distrito se encuentran en Kota Kinabalu, Karamunsing, y la sede de la policía del distrito Penampang. Trabajaron como una estación de policía. Otras estaciones de policía se encuentran en KKIA, Tanjung Aru, Putatan y Menggatal, mientras que la fuente policíaca se puede encontrar en Luyang, Likas, Telipok y Babagon.
Sede de la policía de tráfico en la ciudad se encuentra a lo largo Lorong Dewan cerca Gaya Street, y la sede de la policía marítima se encuentra cerca de la terminal de ferry cerca de Jalan Tun Razak.
Prisión Kota Kinabalu encuentra en Kepayan. Bloqueo temporal o celdas de la prisión también se encuentran en las comisarías de policía de la ciudad.

### Cuidado de la Salud
Hay tres Hospital y clínica public en Kota Kinabalu. Queen Elizabeth Hospital, que se encuentra a lo largo de Jalan Penampang y es el mayor hospital público de Sabah. Construido en 1957, es el centro de la atención de la salud más importante de la ciudad y es uno de los tres hospitales generales en el estado. Otros Likas Hospital de Especialidades (Likas Hospital de Especialidades). Hospital Amigo Bukit Padang (Hospital Mental Bukit Padang), que abrió sus puertas en 1971, ofrece servicios de psiquiatría para el estado. Clínica de Salud Luyang se encuentra a unos 6 kilómetros del centro de la ciudad. También hay una serie de clínicas dentales públicas alrededor de la ciudad, así como las clínicas rurales de las afueras.
Centro Médico de Sabah en Damai es la hospital privado el más grande en el estado. Otro centro médico privado es el Centro de Especialidades Damai. Hay muchas otras clínicas privadas que operan en la ciudad.

### Educación

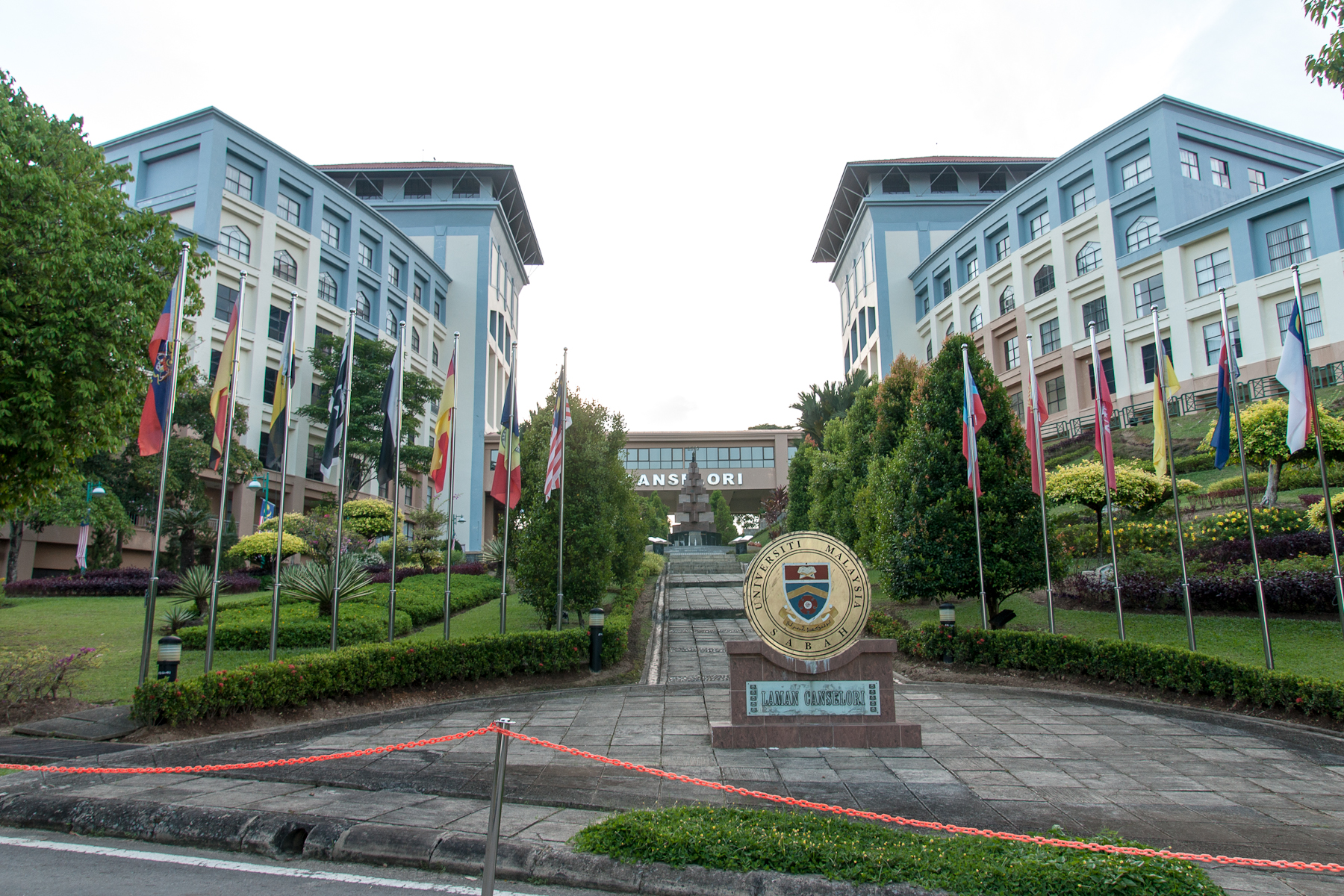
Edificio Canciller UMS.

#### Universidad
Universidad de Malasia Sabah (UMS) es la universidad más grande de Sabah y fue fundada en 1994. Su campus principal está situado en un extenso sitio de 999 hectáreas, situado en una colina con vistas a la mar de la China Meridional en Sepanga Bay, a unos 10 kilómetros al norte del centro de la ciudad. También cuenta con un campus en Labuan y es considerado como una de las universidades más bellos de Malasia. La universidad más antigua de Sabah es Universidad Teknologi MARA Sabah que fue fundada por UiTM y Yayasan Sabah en 1973. Esto fue confirmado por la Universidad de Kota Kinabalu ayuntamiento como la universidad libre de basura. También hay un número de universidades privadas, como Universidad Tun Abdul Razak, AlmaCrest International College, INTI Colegio, Kinabalu Colegio Comercial e Informática Universidad. Colegio Público Tunku Abdul Rahman también disponible en la Donggongon. Muchos ricos envían a sus hijos al extranjero para continuar la educación secundaria o terciaria.

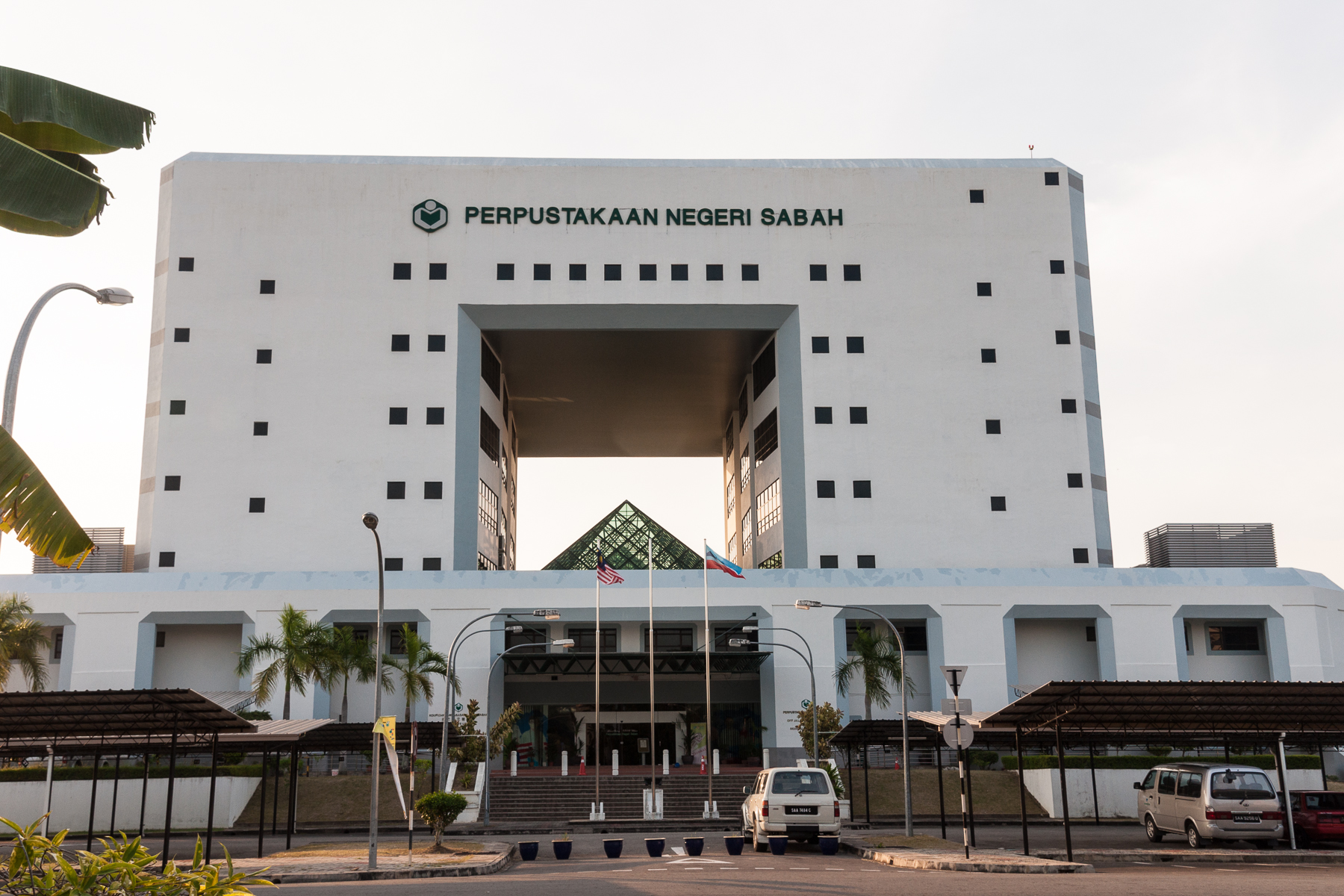
Edificio de la Biblioteca Estatal.

#### Biblioteca
Sabah Sede Biblioteca del Estado se encuentra en Jalan Penampang y es la biblioteca más grande del estado. Otras bibliotecas públicas incluyen Kota Kinabalu City Library, Penampang Biblioteca y Village Library Menggatal. Todas las bibliotecas son operados por el Departamento de Biblioteca del Estado. Además, la biblioteca también se puede encontrar en las escuelas, colegios, o del campus de la universidad.

## Cultura y ocio

### Atracciones y lugares de recreación

#### Cultura

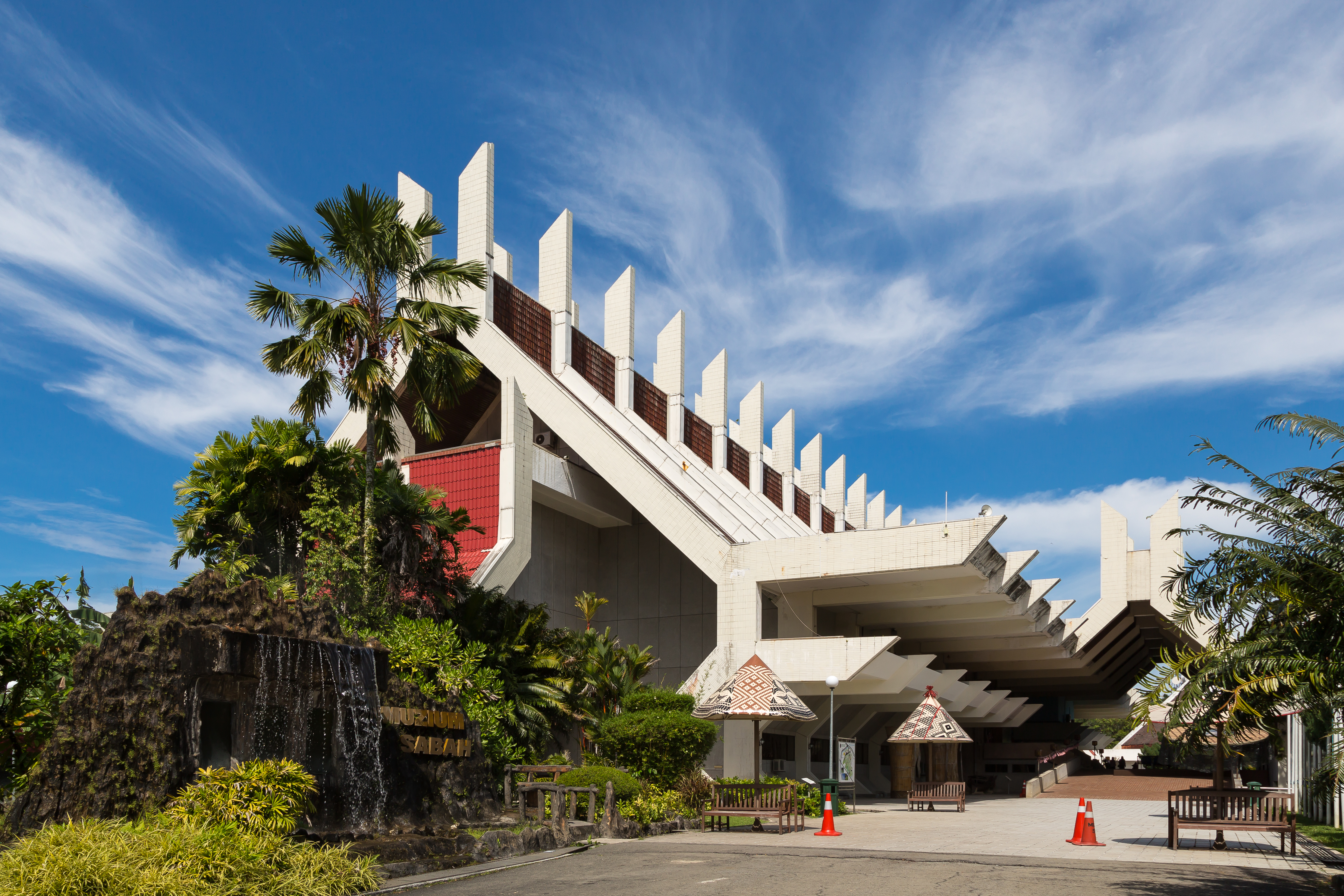
Museo Sabah, que es el principal museo de Sabah.

Hay una serie de lugares de interés cultural en la ciudad. El Museo Sabah, situado cerca del Hospital Queen Elizabeth, es el principal museo de Sabah. Alrededor del museo se hallan el Centro de Ciencia y Tecnología, Galería de Arte de Sabah y el Jardín Botánico Etno. La Galería de Arte Wisma Budaya alberga exposiciones de arte regionales e internacionales, así como. El edificio Koisaan Hongkod en Penampang alberga la Asociación Cultural Kadazan-Dusun (KDCA). Cada año, en el mes de marzo, se celebran simultáneamente el festival de Kaamatan o Festival de la Cosecha, y el concurso de belleza Unduk Ngadau. En Monsopiad también se organizan espectáculos culturales relacionados con la cultura Kadazan-Dusun, así llamado en honor a Monsopiad, un héroe legendario de la cultura Kadazan-Dusun.

#### Zona histórica

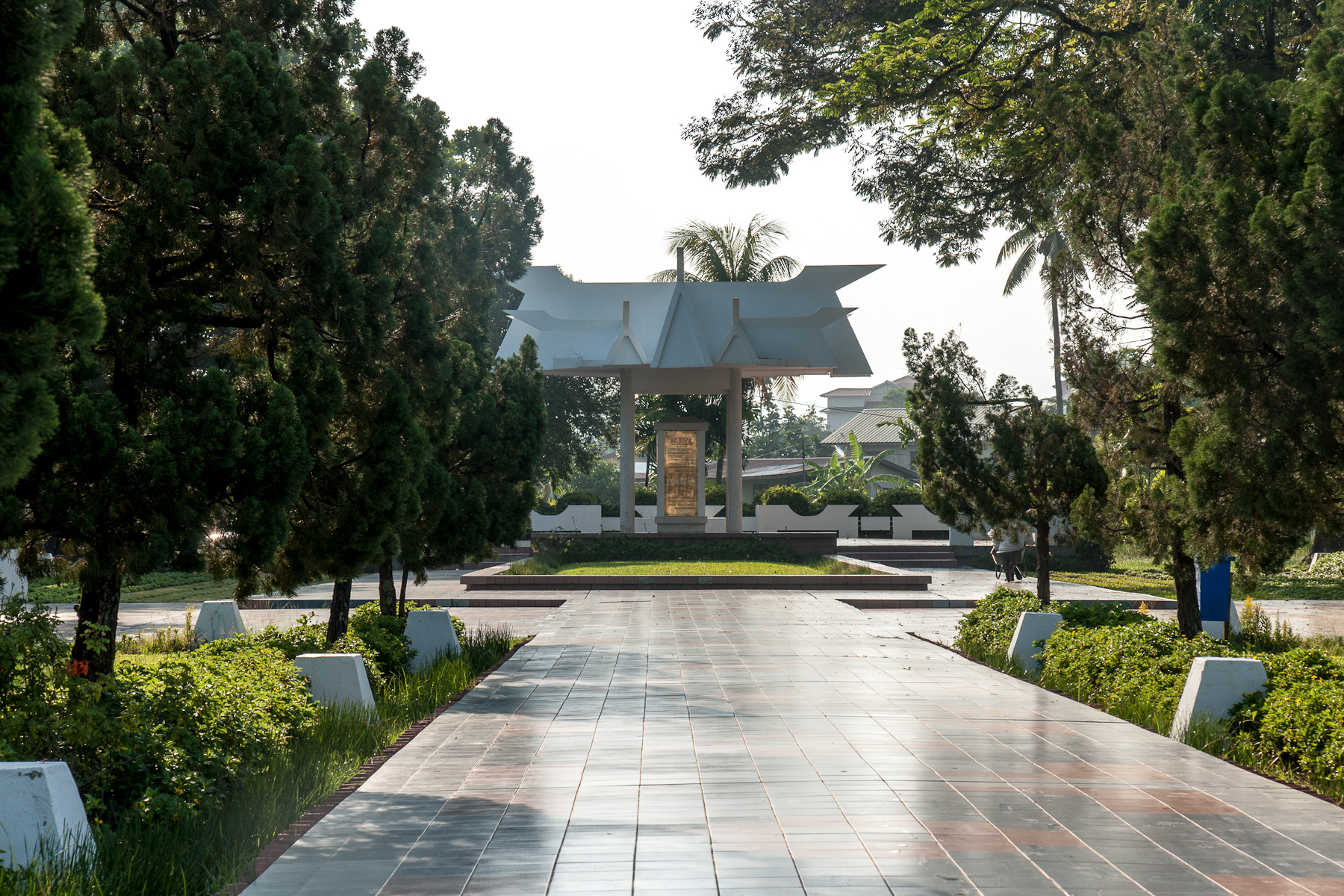
Petagas War Memorial se encuentra a unos Kota Kinabalu Aeropuerto Internacional.

Padang Merdeka es el sitio de la declaración de la formación de Malasia se produzca. Declaración fue anunciada por el Ministro Principal de la primera Sabah, Tun Fuad Stephens el 16 de septiembre de 1963, también conocida como Día de Malasia. Hoy en día, el sitio acoge la celebración anual del Día de la ciudad el 2 de febrero, Día de la Independencia el 31 de agosto, y varios otros festivales.
Atkinson Clock Tower son cerca de Ciudad Luck. La torre del reloj fue construido por María Edith Atkinson en 1905 para recordar a su hijo, Francis George Atkinson. La torre fue utilizada una vez para ayudar al paso de embarcaciones. Es uno de los tres restos estructurales de Segunda Guerra Mundial que permanecen a este día. Otro recordatorio del famoso sitio aquí es Petagas War Memorial se encuentra cerca KKIA. Es un memorial para recordar a aquellos que han muerto en lugar de Japanese durante la Segunda Guerra Mundial. Es también el lugar donde el Kinabalu guerrilleros fueron asesinados por las tropas japonesas en 1944. Además, Doble Seis Monumento, es también un símbolo de pop ups de alerta para el Estado de que Sabah. Este monumento es un memorial para recordar Doble Seis tragedia 6 de junio de 1976, que mató a Ministro Principal de la primera Sabah, Tun Fuad Stephens.

#### Las áreas de recreación y conservación

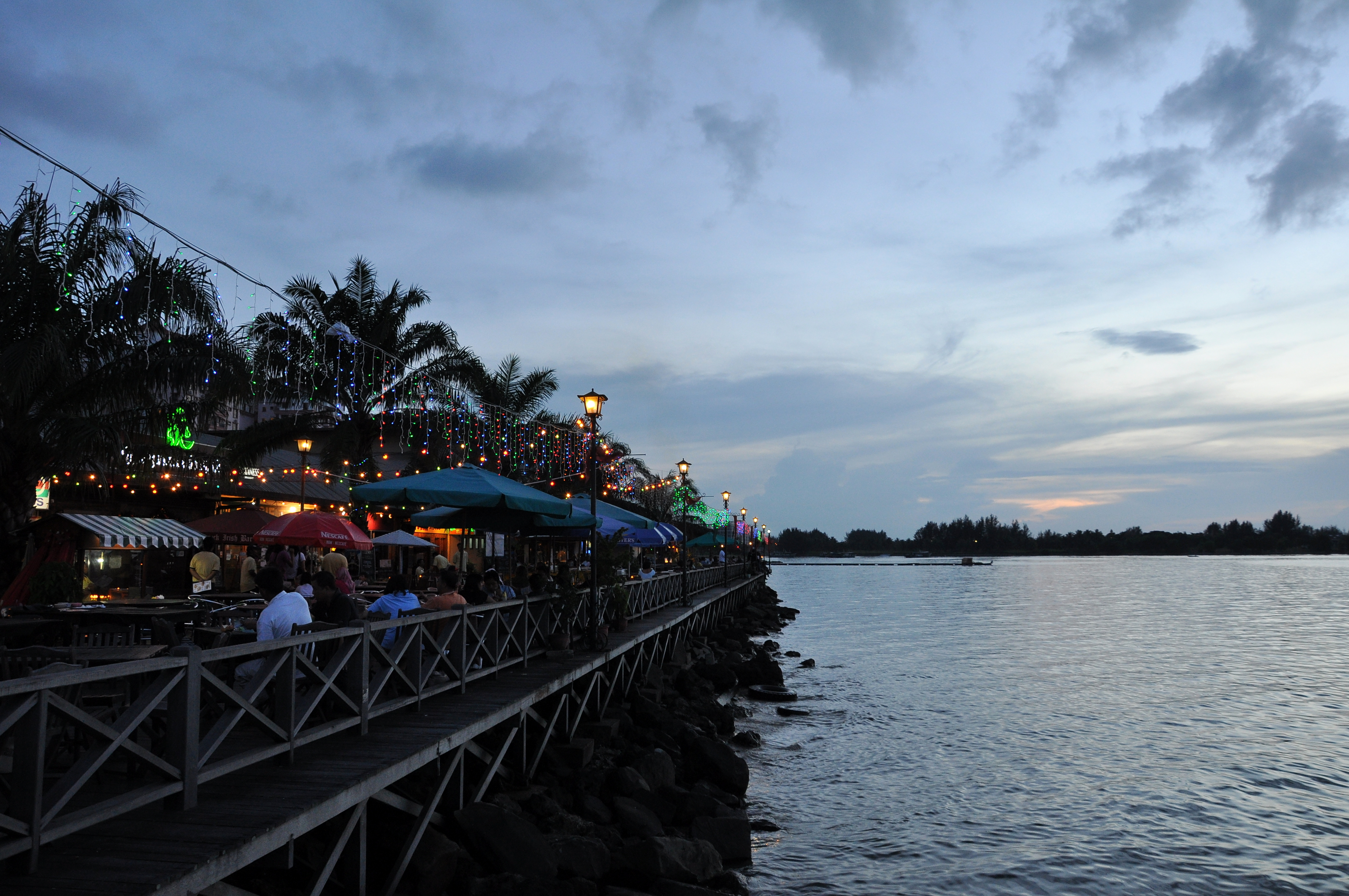
Kota Kinabalu puente en la oscuridad.

Hay muchos lugares de recreación y áreas de conservación alrededor de Kota Kinabalu. Porche Samudra (KK Waterfront) que es un centro de entretenimiento junto al mar con restaurantes, cafeterías, pubs y discotecas. Royal Sabah Turf Club en Tanjung Aru también organiza eventos semanales de carreras de caballos, pero ahora se ha cerrado y se trasladó a Tambalang Race Course en Tuaran debido a la expansión del aeropuerto internacional de Kota Kinabalu. North Borneo tren que comenzó su viaje desde Tanjung Aru estación también ofrece una hermosa villa turística de La Costa Oeste y División Interior. Este viaje en tren termina en Tenom. Además, el Sutera Harbour Golf and Country Club cerca del centro construido sobre recuperación de tierras también se terminó. Cuenta con un campo de golf y dos hoteles.

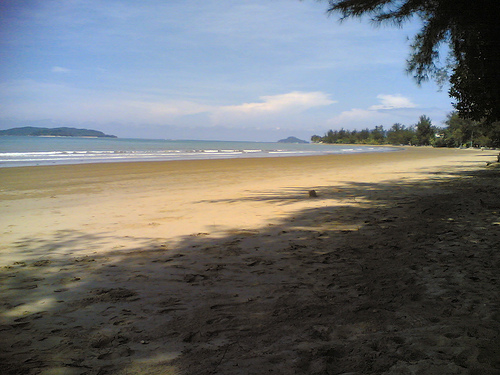
Tanjung Aru Beach.

Tanjung Aru, que se encuentra a unos 6 kilómetros del centro de la ciudad es una de las playas de Costa Oeste. Toma su nombre de los árboles de casuarina (un árbol local llamado Aru) que crece en las zonas costeras. Esta playa tiene una longitud de aproximadamente 2 kilómetros y está equipado con algunas puesto alimentos y bebidas, restaurantes y clubes nocturnos. En las inmediaciones de Tanjung Aru encuentra Kinabalu Golf Club, el príncipe Felipe Botanical Park, KK Yacht Club, y Shangri-La Beach Resort. Esta playa es muy famosa por sus puestas de sol pueden ser disfrutados por el público.
Situado en la zona de Likas Bay es el Kota Kinabalu Refugio de Aves. Con una superficie de 24 hectáreas, es el área de bosque por defecto que existía hasta ahora a lo largo de la costa de Kota Kinabalu. Esta área fue declarado en septiembre de 1996 por el gobierno del estado para promover el conocimiento de los valores de los humedales. Sabah Zoological and Botanical Park (Lok Kawi Wildlife Park) se encuentran en la Lok Kawi, a unos 20 kilómetros al sur de la ciudad. El parque es el zoológico, que es el primero en el estado. Situado en un terreno de 280 hectáreas en expansión, también puede decirse que es el zoológico más grande de Malasia.
Tun Fuad Stephens Park, situado en Bukit Padang es también un habitual para correr y caminar entre la población local. Está rodeado de bosques y hay un lago artificial. Tiene un número de puestos de comida y restaurantes. Tunku Abdul Rahman Park está formado por el parque nacional de la isla de Sapi, Mamutik, Manukan, Sulug y Gaya. Es el lugar más popular para buceo. El parque se puede visitar en barco están disponibles en el terminal de ferry y sólo se tarda unos 15 a 30 minutos para llegar allí. Río Babagon, en Penampang, y cascada Kiansom cerca Inanam también un lugar popular para ir de pícnic y baños.
En el área rural, a unos 70 kilómetros de Kota Kinabalu, es un Parque Nacional Crocker Range, cerca de Keningau. Crocker Park es un lugar popular para practicar senderismo y acampada libre. Además, Kota Kinabalu es también la puerta de entrada a uno de los parque El más popular en Malasia, es decir Parque Nacional Kinabalu. Viaje al parque de aquí toma aproximadamente dos horas de la ciudad y Y es ahí donde se encuentra el Monte Kinabalu. Además, Reserva Forestal Rafflesia, (30 kilómetros de la ciudad) en la Tambunan y bordeando el Parque Nacional Crocker Range, es también una atracción turística. Las especies de la flor más grande del mundo, el Rafflesia, se puede encontrar aquí. Cerca de aquí está también la montaña de oro Highland Resort que es otro lugar famoso por su paisaje y clima frío. Tuaran Crocodile Farm, que se encuentra a unos 30 kilómetros al norte de la ciudad cuenta con alrededor de 1,400 cocodrilos en una jaula, por lo que es el más grande en el estado.

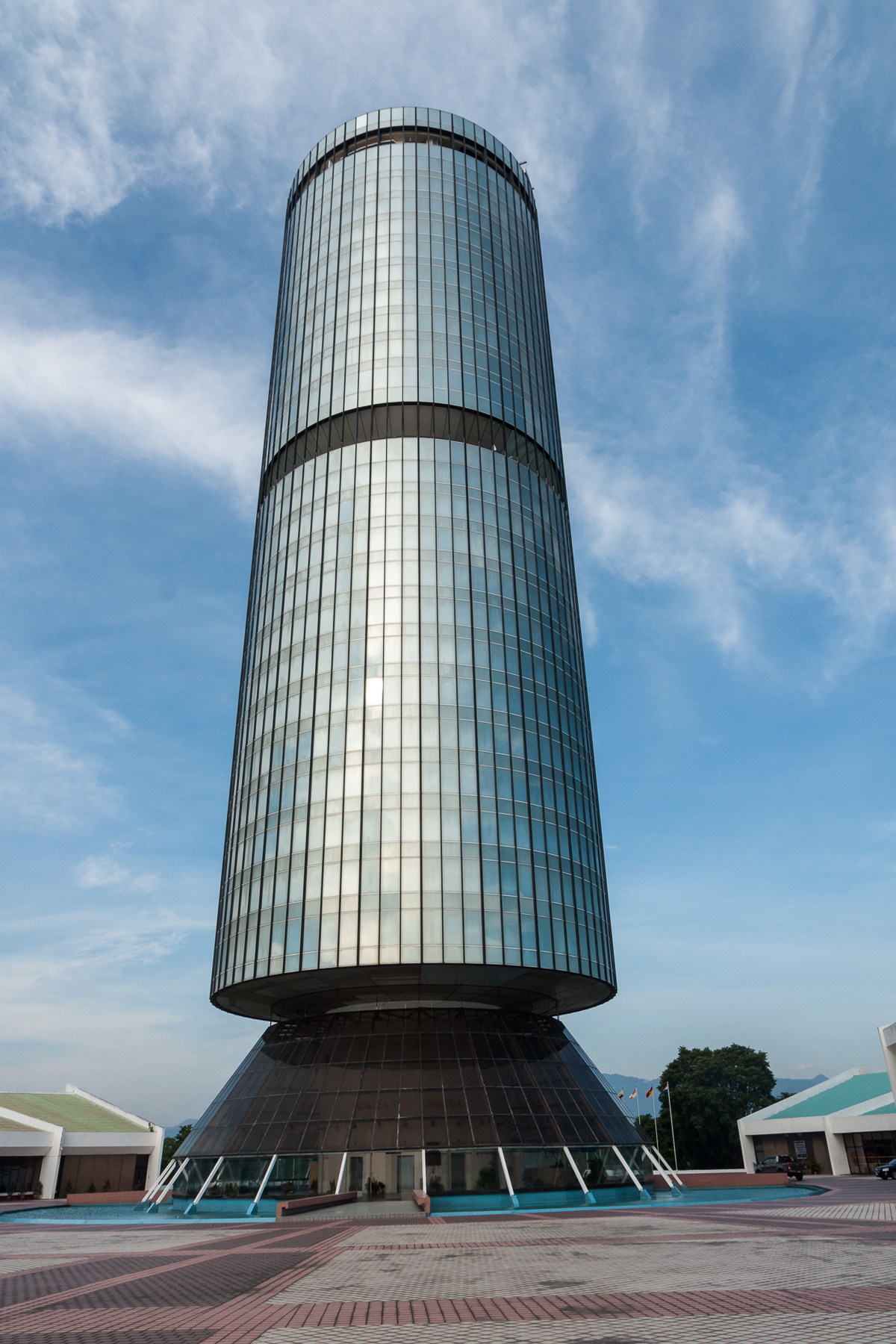
Tun Mustapha Torre.

#### Otras atracciones
Tun Mustapha Torre, es el segundo edificio más alto en la isla de Borneo después de Wisma Sanyan de Sibu, seguido de Ministerio de la Construcción Finanzas de Brunéi de Bandar Seri Begawan, Brunéi Darussalam.
Otros edificios que atraen a los visitantes, incluyendo la casa sobre pilotes de alta que se puede encontrar en los Sembulan, Tanjung Aru, Kampung Likas y Kampung Pondo en Isla Gaya. Estas casas se construyen en aguas costeras poco profundas y son casas típicas de los Bajau y la población Suluk y Tausug.
Mezquita Estatal de Sabah en el Sembulan es la mezquita más grande de la mezquita y la ciudad de Sabah en Likas Bay es otro hito importante en la ciudad.

#### En un distrito comercial

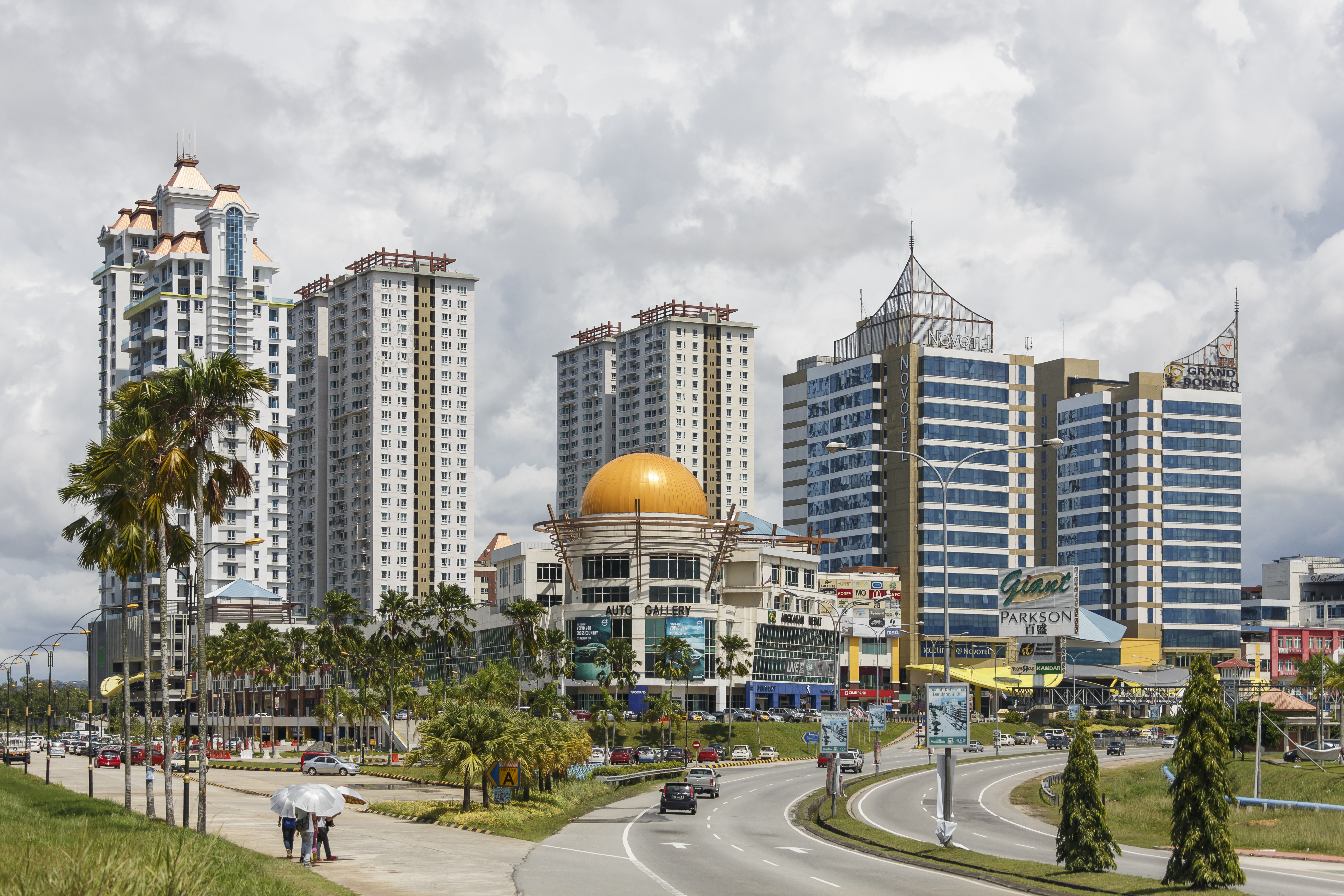
1Borneo, el centro de comercial la mayor Malasia Oriental.

Kota Kinabalu también cuenta con una serie de centros comerciales que atraen a muchos visitantes. Esto incluye Karamunsing Complex, Centre Point, Wisma Merdeka, Warisan Square, Plaza Wawasan, Asia City Complex, City Mall, KK Plaza, centro comercial Suria Sabah y el más grande de 1Borneo. Zona comercial de nueva construcción en Kota Kinabalu incluye Suria Sabah Shopping Mall, que ahora alberga el GSC Kota Kinabalu y Megalong centro comercial situado en el distrito. En Karamunsing, hay Karamunsing Complex. Además, el mercado semanal Gaya calle también hay muchos vendedores vende una variedad de productos locales y souvenirs cultura tradicional étnica. Kota Kinabalu Mercado de Artesanías (antes conocido como el mercado Filipino) o Kota Kinabalu Mercado de Artesanías también vende artesanías, souvenirs y comida tradicional.

#### Entretenimiento

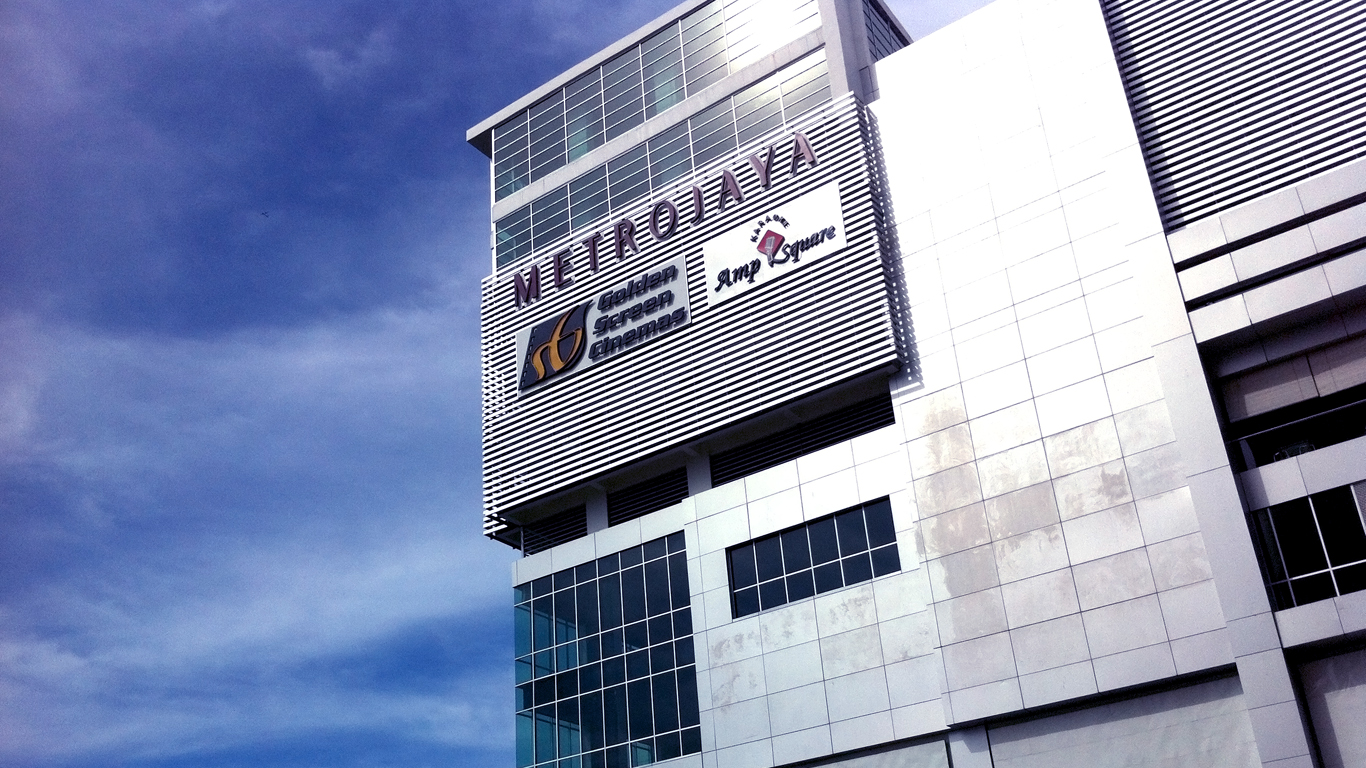
Cine Golden Screen que se encuentra en el Suria.

Hay cinco salas de cine en Kota Kinabalu: dos Golden Screen Cinemas (conocida como GSC), Cathay Cineplex, Growball Cineplex y Megalong Cineplex. GSC se encuentra dentro del centro comercial Suria y por otro lado 1Borneo. Las dos ramas de la SGC incluyen ocho salas de cine, respectivamente. Suria centro comercial cuenta con dos temporales 3D 1Borneo tiene una sala 3D. Growball Cineplex y Megalong Cineplex también tiene un 3D en todas las salas de cine, respectivamente.

### Deportes

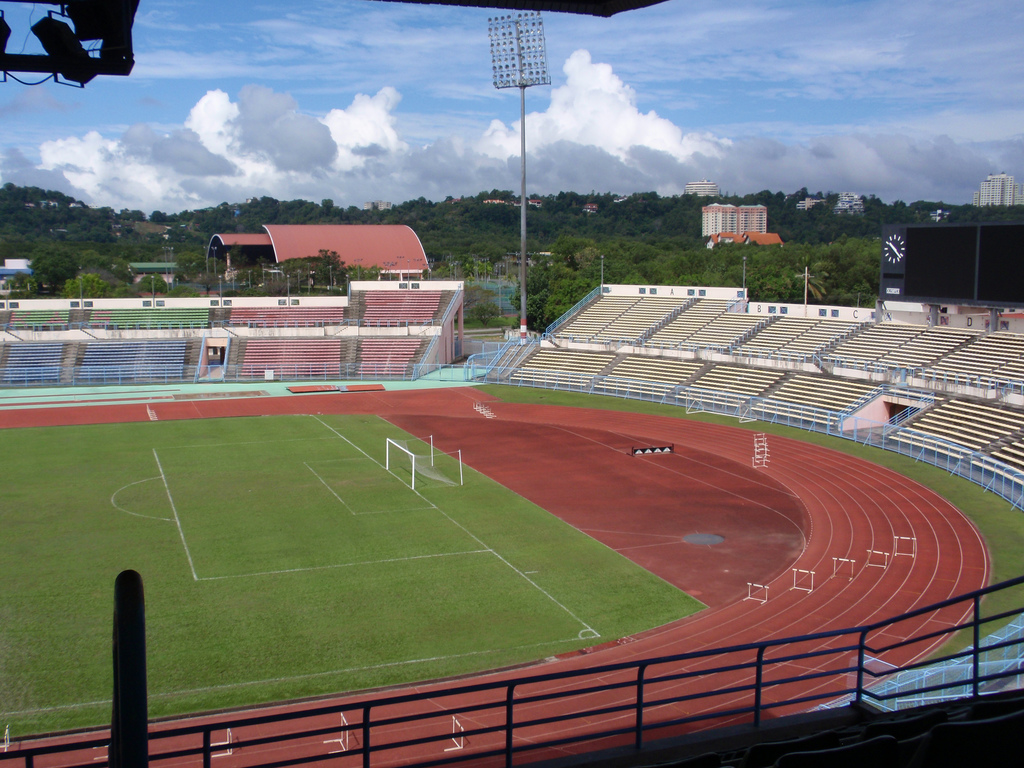
Estadio de Likas, que es el estadio del equipo de SabaHawks.

El Complejo de Deportes Likas, en Kota Kinabalu, ofrece instalaciones para practicar diversos deportes y actividades recreativas para el público. Entre otras infraestructuras, cuenta con un estadio de fútbol, hockey, bádminton, tenis, squash, gimnasio, piscina olímpica. Es el mayor complejo deportivo de Sabah y ha sido sede de numerosos eventos deportivos internacionales. El estadio de Likas es el campo del equipo de fútbol SabaHawks, también conocido como Sabah FA, que compite en la Malaysia Premier League. Hay otro complejo deportivo en Penampang, que cuenta, igualmente, con un estadio de fútbol de gran tamaño.
Hay cuatro campos de golf en Kota Kinabalu: Sabah Golf and Country Club, en Bukit Padang; Kinabalu Golf Club, en Tanjung Aru; Sutera Harbour Golf and Country Club y Karambunai Golf y Country Club.
Kota Kinabalu ha sido anfitrión de varios eventos deportivos nacionales como el SUKMA 2002, así como torneos internacionales como el Karate Campeonato del Mundo de 1994 y Campeonato BWF super Series 2008. Además, es el punto de partida del Desafío internacional anual Borneo Safari 4x4. La ciudad también alberga y es uno de los circuitos de la F2 Barcos del poder UIM de la Copa Mundial celebrada en diciembre de cada año desde 2007.

### Música
En Kota Kinabalu se celebra anualmente uno de los festivales de jazz favoritos de Asia, el Festival de Jazz KK. Son2nos artistas internacionales como (Venezuela), Jazz Corea Nah Youn Sun galardonado diva, Hong Kong Junk Unit, Malasia Double Take, Atilia y Mood Indigo por UK han hecho un concierto en el festival.
La revista Bandwidth Street Press es una revista gratuita de Kota Kinabalu, que promueve a músicos locales. Fue lanzada en marzo de 2009 y cuenta con el apoyo del gobierno local y del Ministerio de Medio Ambiente Cultura y Turismo de Sabah, a saber, YB Datuk Masidi Manjun, para promover y desarrollar la música local.